# Gran Guerra del Nord
La Gran Guerra del Nord fou una llarga sèrie de conflictes al nord i l'est d'Europa, durant el període 1700 - 1721, en la qual va estar en joc la supremacia al Mar Bàltic. Es va originar per la rivalitat entre Suècia, dominadora del nord d'Europa, i els seus veïns Rússia, el Regne de Dinamarca i Noruega i la República de les Dues Nacions; aquests tres estats, juntament amb l'Electorat de Saxònia, formaren una coalició antisueca el 1700. La guerra podria haver-se desenvolupat dins la Guerra de Successió Espanyola el 1707, però els suecs rebutjaren les invitacions de França per involucrar-se en un conflicte aliè.
Les aliances canviaren en decurs de la guerra. La coalició aliada va ser trencada per les importants victòries sueques, però es va restablir el 1709, després del fracàs d'una invasió sueca a Rússia. Hannover i Prússia es van sumar als aliats el 1715. Suècia, per la seva part, no va aconseguir establir una aliança militar sòlida amb cap altra potència, i les victòries aliades predominaren en la segona meitat del conflicte. La guerra va acabar el 1721 amb el Tractat de Nystad, amb la derrota sueca i l'alçament de Rússia com a potència de primer ordre.

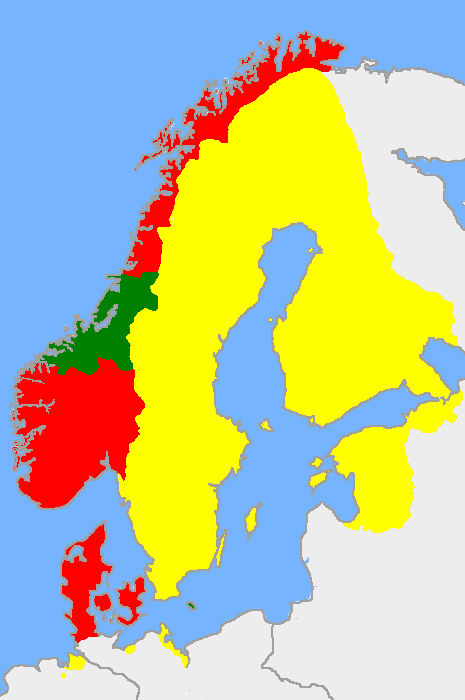
Suècia (groc) i Dinamarca-Noruega (vermell). En verd els territoris recuperats per Dinamarca-Noruega amb el Tractat de Copenhaguen (1660).

## Antecedents
L'origen de la guerra fou el xoc d'interessos territorials entre Suècia i els seus veïns Dinamarca-Noruega, Rússia i Polònia, que va desencadenar una aliança entre aquests tres estats contra el poder suec. Suècia, entre 1560 i 1658 havia forjat un imperi al Bàltic, a través de la conquesta de territoris veïns, i s'havia convertit en una potència mundial amb el predomini al nord d'Europa. Els seus rivals, restaren a l'espera d'una oportunitat per recuperar els territoris perduts i ampliar la seva influència regional.

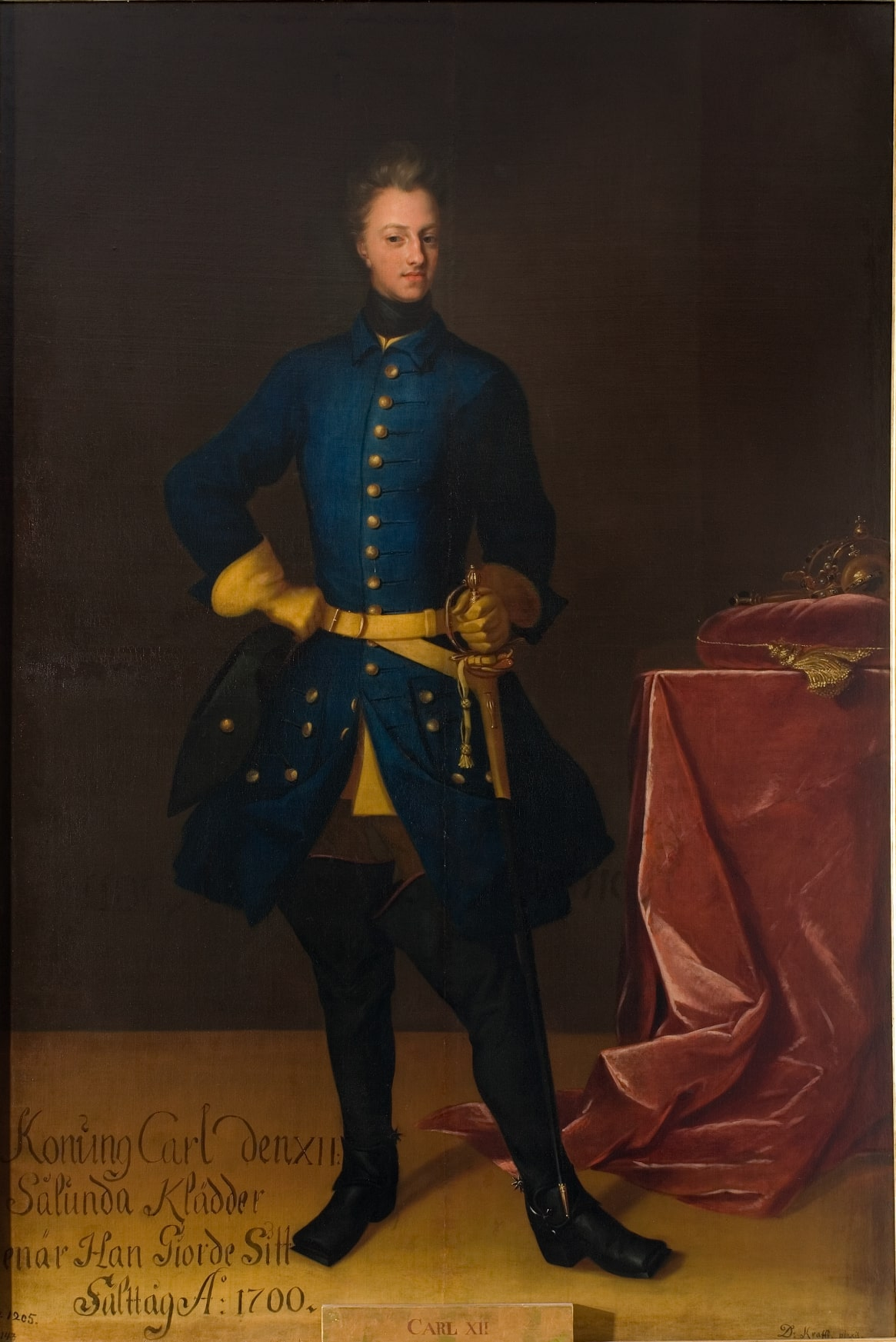
Carles XII de Suècia

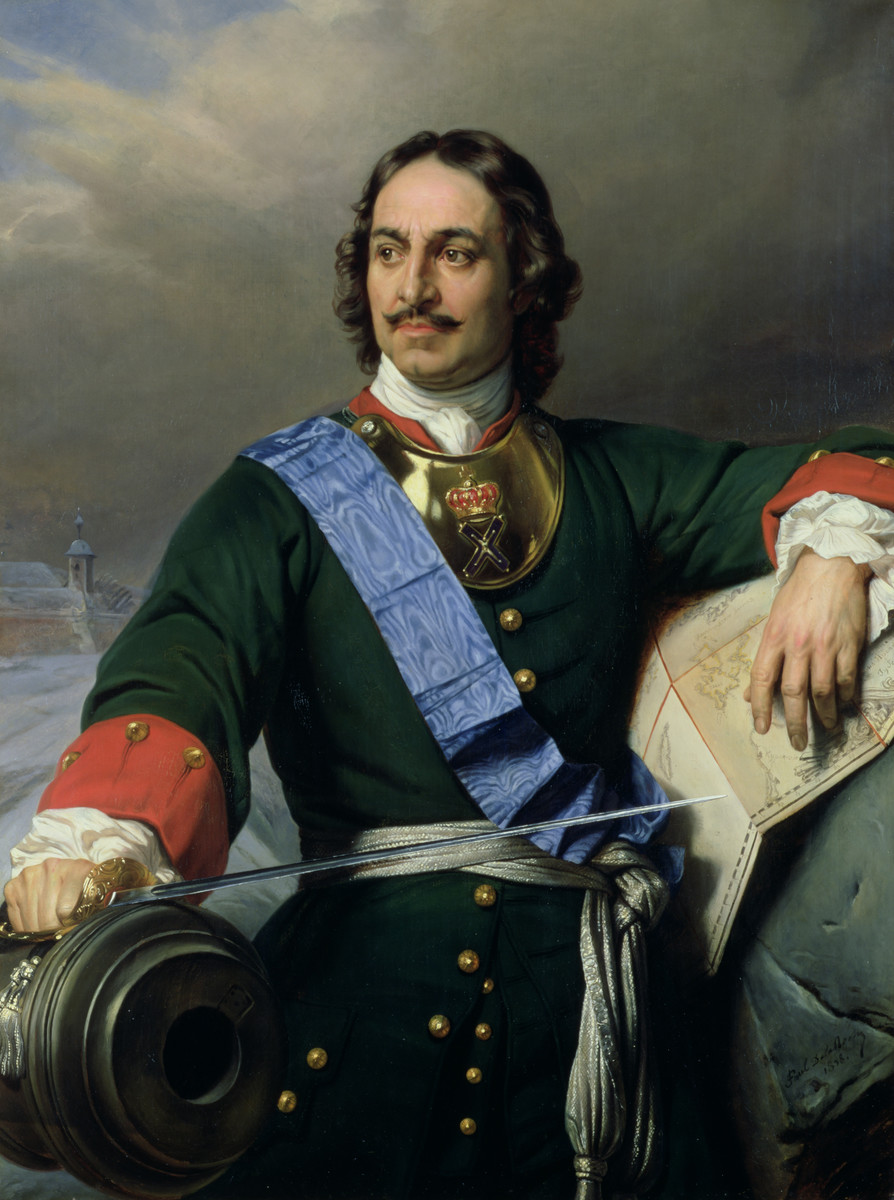
Pere I de Rússia

### Expansionisme suec

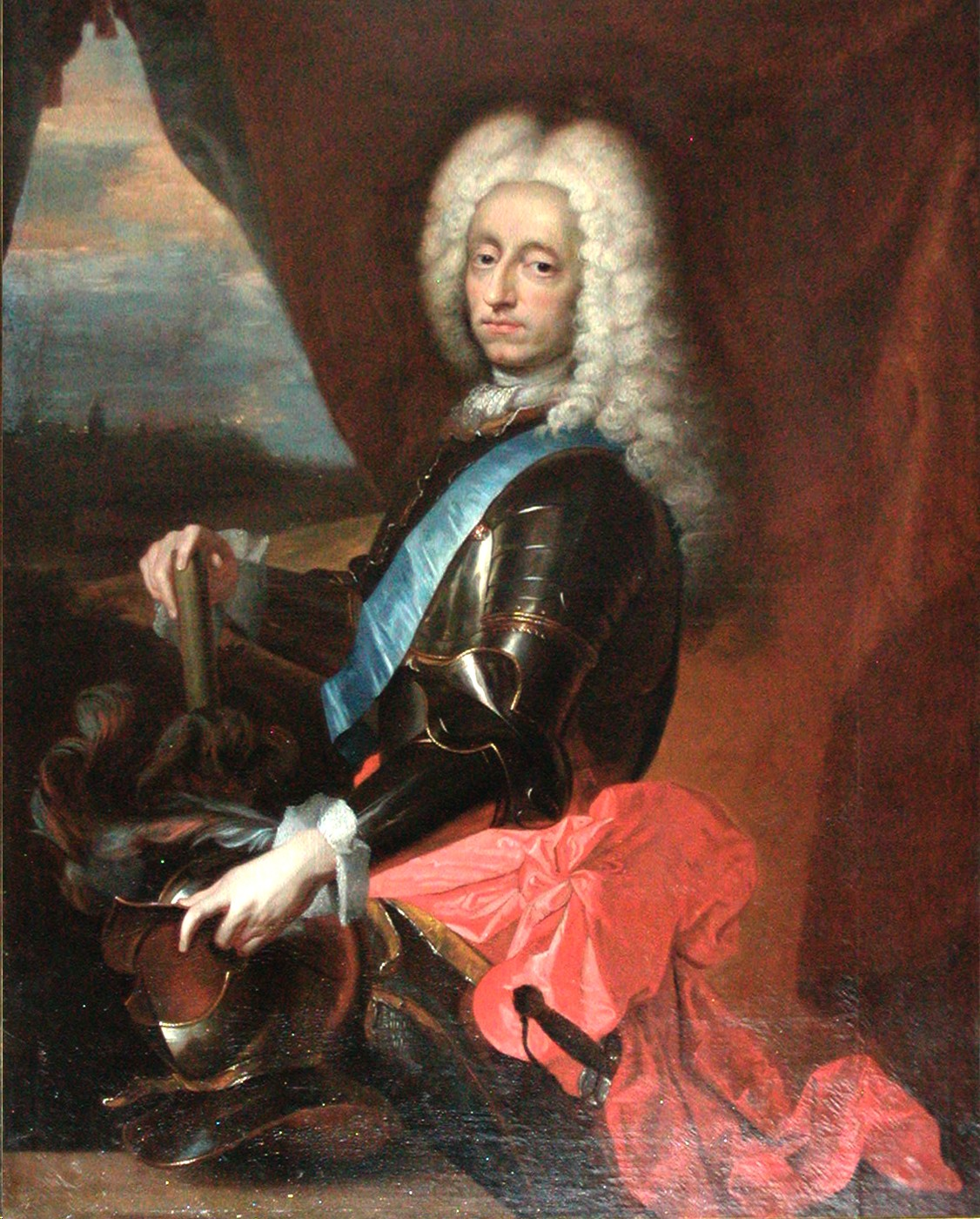
Frederic IV de Dinamarca

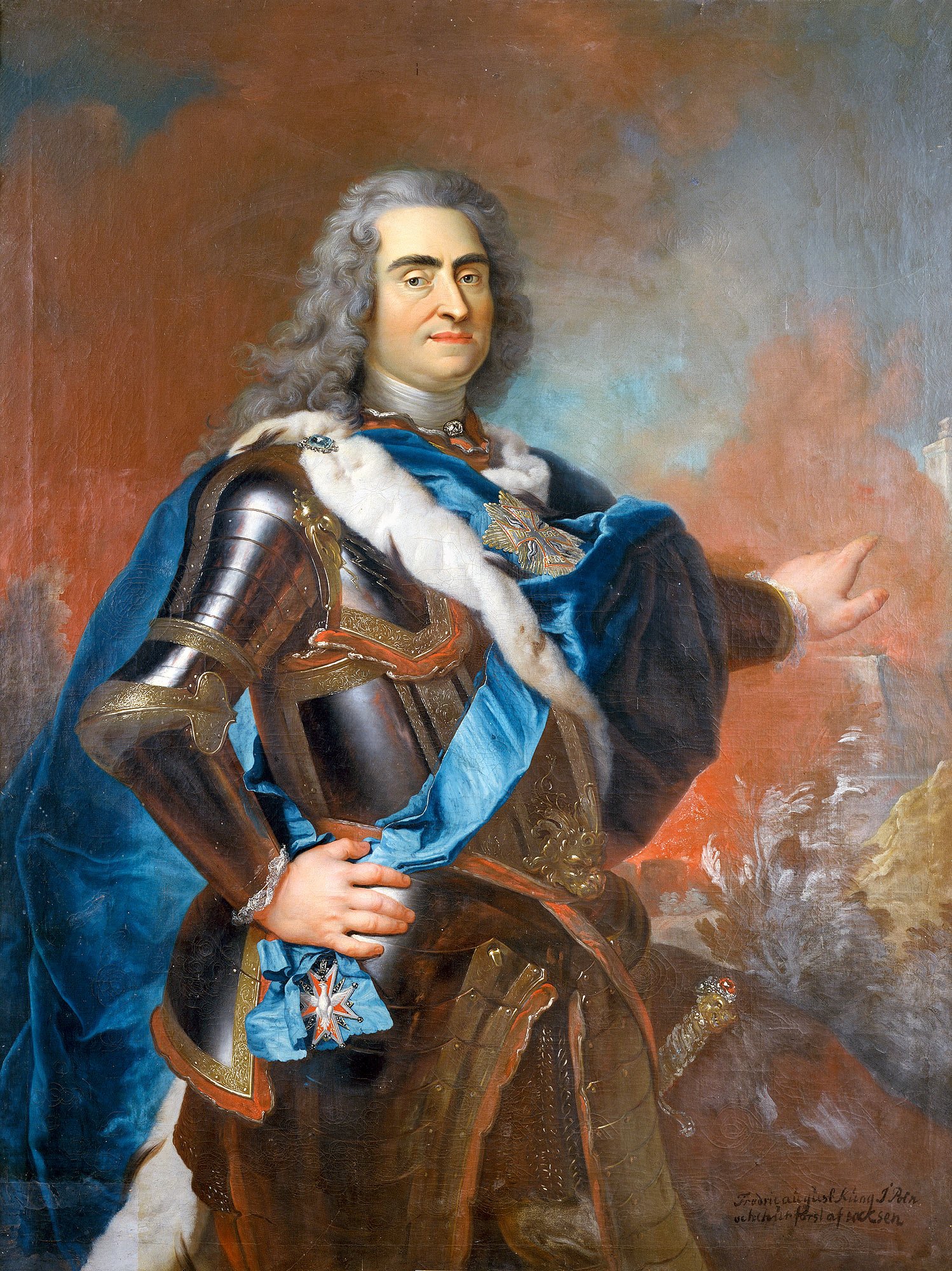
August II de Polònia

Suècia havia seguit una agressiva política exterior, des de la consolidació de la seva independència al segle xvi, enfrontant-se a la rivalitat danesa i polonesa. Aquestes dues nacions havien estat derrotades per l'exèrcit suec, perillant la seva pròpia independència.
Després d'una intervenció armada a Rússia, Suècia obté els territoris russos que donaven sortida al mar, en el Tractat de Stolbovo de 1617. Després de la Pau de Westfàlia el 1648, i de la conclusió de la Guerra dels Trenta Anys, Suècia aconseguí territoris al nord del Sacre Imperi Romanogermànic, que incloïen l'occident de Pomerània, conegut com la Pomerània Sueca, així com els bisbats secularitzats de Bremen i de Verden, i la ciutat de Wismar. Així mateix, en aquest període obtingué de Polònia Livònia, i amb el Tractat de Roskilde signat amb Dinamarca i Noruega, incorporà territoris d'ambdós estats.
Durant el regnat de Carles XI, les dificultats econòmiques provocaren que els país es mantingués neutral en la majoria de conflictes europeus. El monarca va iniciar una sèrie de reformes administratives i militars, conscient de l'amenaça que suposaven els seus veïns. A la seva mort el 1697, el seu fill Carles XII de Suècia va heretar un país enfortit, amb un exèrcit, encara que relativament petit, d'una qualitat excel·lent. Degut a la minoria d'edat del nou rei – només tenia 14 anys – es va establir un govern de regència fins al 1700, que va continuar la política de neutralitat del seu antecessor.

### Rússia
A la darreria del segle xvii, Rússia era un país pobre i amb un evident retard respecte a la resta d'Europa. El govern de Pere el Gran a partir de 1696 va impulsar grans canvis pel país. El tsar va introduir una sèrie de reformes en els més diversos àmbits: cultura, política, societat, economia, i l'exèrcit, que tenien com a objectiu modernitzar el país, seguint els patrons de l'Europa Occidental. Per fomentar l'intercanvi comercial amb Occident i crear una força naval poderosa, Pere el Gran es va enfrontar a l'Imperi Otomà, que en aquella època dominava el mar Negre. Va intentar forjar una aliança amb les potències europees per combatre els turcs, però no ho aconseguí, i decidí centrar els seus esforços en el Bàltic. Fruit d'aquesta política es va establir una aliança amb Dinamarca contra Suècia.

### Dinamarca i Noruega
Dinamarca i Noruega es trobaven unides sota una monarquia comuna des de 1523. Dinamarca conservava una destacada importància naval, però la seva posició al Nord s'havia reduït en favor de Suècia, després de cruentes guerres, i especialment a causa del Tractat de Roskilde. Aquest tractat estipulava pèrdues territorials al centre de Noruega, i l'exclusió danesa del sud d'Escandinàvia. En les darreres guerres contra Suècia, Dinamarca i Noruega recuperaren Bornholm i la província de Trondheim, però Escània, Halland, Blekingel i Bohuslän restaren en mans sueques. El ducat de Holstein-Gottorp, vassall del rei danès es va declarar independent, el 1658, amb el suport suec. El govern danès va intentar unir esforços amb Pere I el Gran, durant el viatge que aquest realitzà per l'Europa Occidental el 1697.

### Polònia
Durant la segona meitat del segle xvii, la República de les Dues Nacions, amb el seu centre de gravetat polític a Polònia, es mantenia com un dels majors Estats d'Europa. Això no obstant, el país passava per una etapa de marcada decadència, caracteritzada per la destrucció, després de ser escenari de diverses guerres que havien causat un descens demogràfic significatiu. En aquest declivi polític destacava la influència del Sejm, que fomentava l'endarreriment legislatiu degut a la falta de consens. El 1697 fou escollit rei de Polònia August II, elector de Saxònia. La política del nou monarca es va encaminar a combatre l'oposició i a tractar d'impulsar l'absolutisme. Va considerar recuperar l'antic poder de Polònia a l'Europa Oriental, a través de la conquesta, i per això va concebre la idea d'una guerra contra l'Imperi Otomà. La situació a Europa va fer impossible una acció militar contra els otomans i, per tant, s'enfrontà a Suècia, país que li havia arrabassat Livònia a Polònia a la dècada de 1620.

### Aliança
L'aliança entre Dinamarca, Rússia i Polònia-Saxònia es va crear amb un gran secretisme la tardor de 1699. El 12 de febrer del 1700, tropes saxones atacaren la ciutat sueca de Riga i les fortificacions properes a Livònia. El 20 de març del mateix any, Frederic IV de Dinamarca intervingué militarment contra Holstein-Gottorp, la qual cosa donà inici a la guerra.

## Guerra Sueco-danesa (1700)

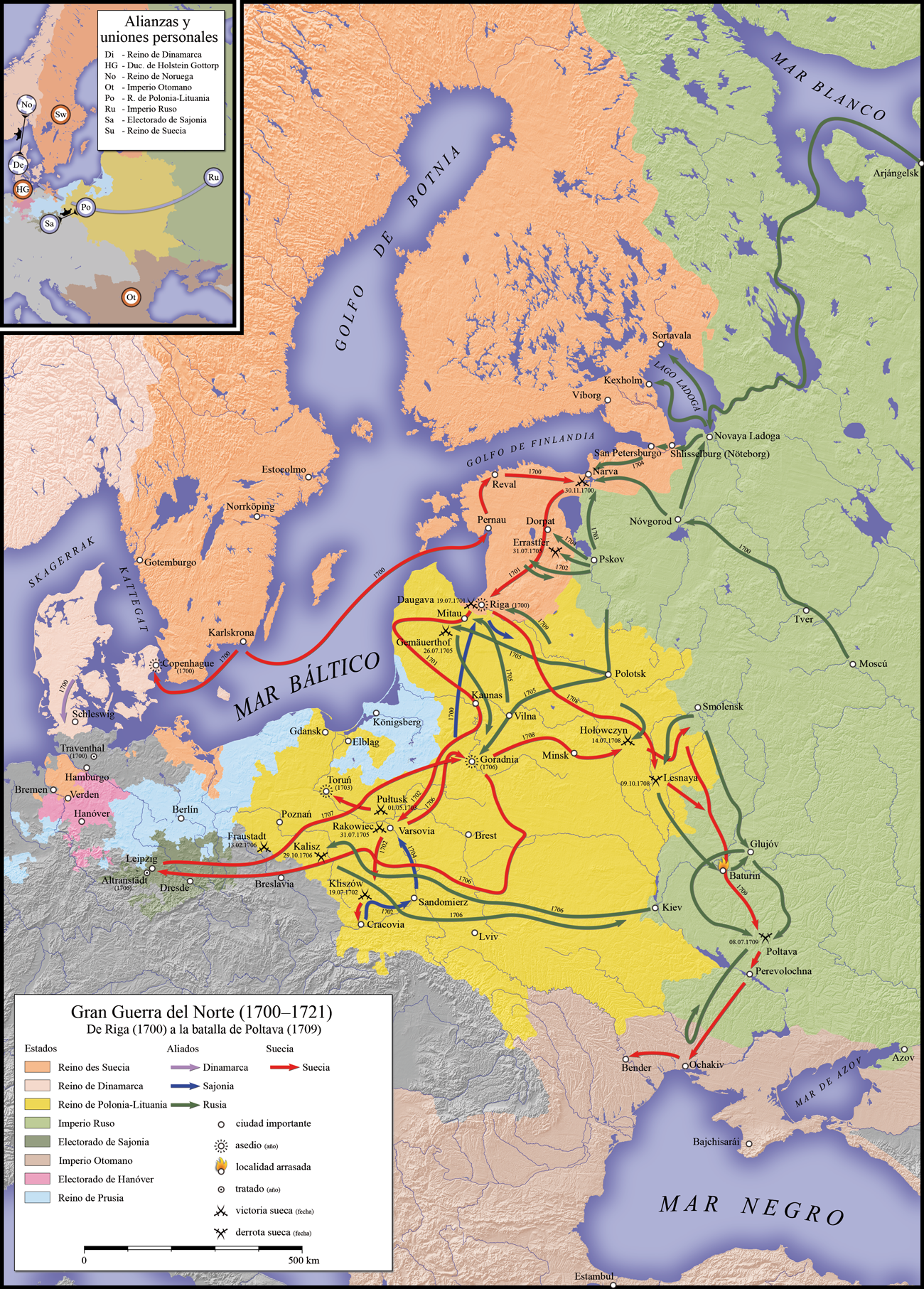
Mapa de la Gran Guerra del Nord, de 1700 a 1709.

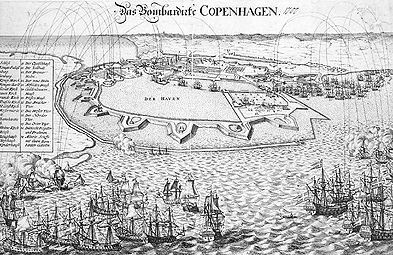
Setge de Copenhaguen de 1700.

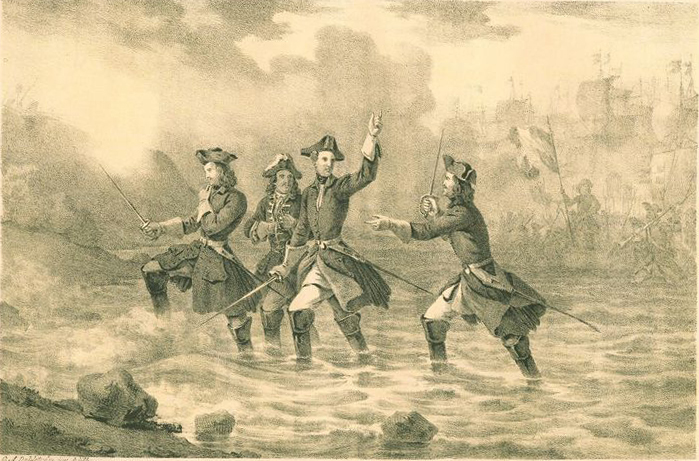
Carles XII desembarca a Sjælland.

Frederic IV de Dinamarca va enviar una força de 20.000 homes contra Holstein-Gottorp, que va trobar una dèbil resistència per part de les tropes ducals i dels seus aliats suecs, consistents únicament en 5.000 defensors sota el comandament de Johan Gabriel Banér. Com a conseqüència, el ducat fou pràcticament conquerit i les seves fortificacions enderrocades. Els defensors, perseguits pels saxons, es van retirar a la fortalesa de Tönning, a Slesvig, plaça que fou assetjada pels danesos el 21 d'abril.
En defensa de Holstein-Gottorp es mobilitzaren tropes destacades a les possessions sueques a Alemanya, així com l'exèrcit del Principat de Luneburg, un dels estats garants de la sobirania de Holstein-Gottorp. Els reforços aplegaren 18.000 homes, que es dirigiren cap a Tönning. L'exèrcit danès va retirar el setge per enfrontar-se als reforços. Ambdós exèrcits acamparen a prop, sense presentar batalla.
Carles XII de Suècia, assabentat de les operacions daneses i saxones a la seva zona d'influència, va mobilitzar l'armada i l'exèrcit. El monarca suec va escollir enfrontar-se primer a Dinamarca, per després encarar-se a Saxònia. Al juny, va partir del port de Karlskrona amb una flota de 38 naus, mentre les tropes sueques es desplegaven a Escània, i a la frontera amb Noruega, preveient un possible atac d'aquest país.
La flota danesa va bloquejar l'entrada a l'Oresund, forçant els suecs a desplaçar-se cap a l'est, a aigües poc profundes, on van encallar tres naus. A la flota sueca s'hi va unir una flota angloholandesa prop de l'illa de Ven. Tant Anglaterra com els Països Baixos eren garants de la independència de Holstein-Gottorp. Situats davant de les costes daneses, les naus aliades bombardejaren les tropes enemigues, que es retiraren a Copenhaguen
En lloc de socórrer directament a Holstein-Gottorp, el comandament suec va decidir desembarcar tropes a l'illa de Sjælland, en Humlebæk, al sud d'Helsingør.
El 25 de juliol va començar el desembarcament, trobant molt poca resistència, a causa del fet que l'exèrcit danès va preferir esperar a l'enemic a Copenhaguen. A principis d'agost, Carles XII va empendre la marxa cap a Copenhaguen amb 10.000 homes
Abans que es produís un eventual assalt a la ciutat, Frederic IV de Dinamarca, va oferir negociacions a Holstein-Gottorp i a Luneburg. El 8 d'agost de 1700 es va firmar el Tractat de Traventhal, en el qual Dinamarca reconeixia la independència del ducat. Així, es retiraren de la guerra Anglaterra, els Països Baixos i Lunenburg. Amb la sortida d'aquests països, Carles XII va veure frustrats els seus plans de destruir l'armada danesa, en aquell moment bastant superior a la sueca. D'igual forma, el seu exèrcit es va embarcar de retorn a Suècia, a través de l'Oresund, i Dinamarca va poder evitar una derrota completa.

## Guerra en les Províncies Bàltiques (1700-1701)

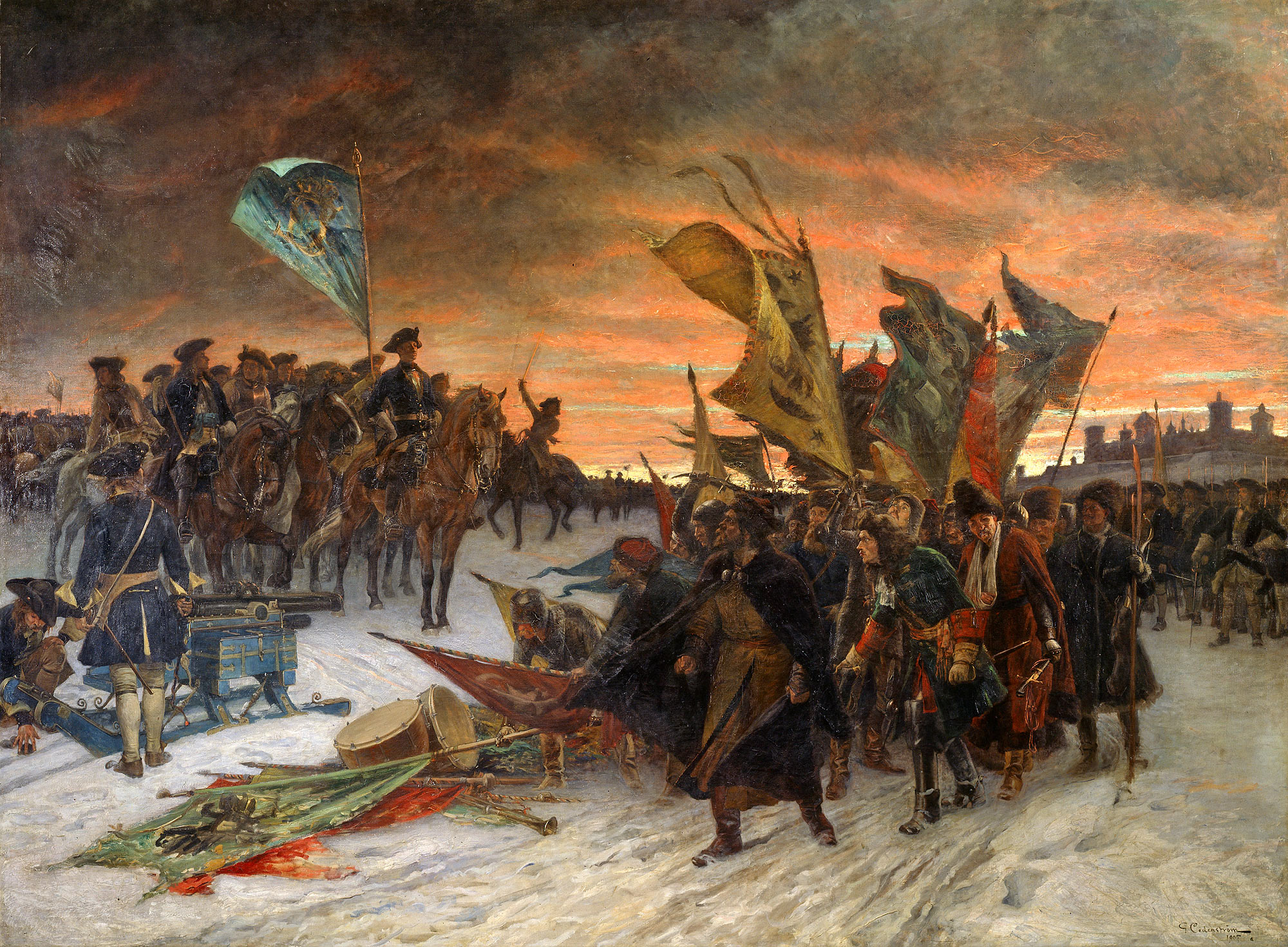
Els russos deposen les armes i estendards davant Carles XII de Suècia, després de la batalla de Narva. Pintura de Gustaf Cederström, 1910.

L'atac d'August II a les possessions sueques a Livònia, el febrer de 1700, va obrir el front oriental de la guerra. El sobirà saxó tenia com a primer objectiu conquerir Riga, la segona ciutat més poblada de l'Imperi Suec. Com que no disposava de l'aprovació del parlament polonès per entrar en guerra, August va utilitzar les seves tropes saxones.
Mentre Carles XII s'encarregava de la guerra contra Dinamarca, el front oriental suec va quedar a càrrec de Georg Johan Maijdel, que va sortir de Finlàndia el maig de 1700 amb un exèrcit de 3.500 soldats en auxili de Riga, que es va veure reforçat amb 3.000 homes sota el comandament d'Otto Vellingk. La mobilització de les tropes sueques, va provocar que August es retirés a territori polonès, creuant el riu Daugava. L'exèrcit suec no va perseguir les tropes saxones, que van poder retornar a Polònia sense contratemps, podent-se reorganitzar i rebre reforços, agrupant 18.000 homes. August II, va atacar novament Livònia, comptant amb una important superioritat numèrica, que va obligar els suecs a retirar-se.
El final de la guerra amb Dinamarca va permetre a Carles XII desplaçar-se al front oriental amb les seves tropes. L'arribada del monarca suec va provocar que August II es veiés forçat a replegar-se cap al sud. Als darreres dies de setembre, Rússia va declarar la guerra a Suècia, i Carles XII va optar per mantenir-se a la defensiva esperant un eventual atac del tsar.
L'objectiu principal del tsar Pere I era la reconquesta d'Íngria, una regió cedida als suecs el 1617. El 17 de novembre, l'exèrcit rus va ser aturat pels suecs a Pühhajoggi, a 38 quilòmetres de la ciutat de Narva. Pere I va optar per acampar a la rodalia de la ciutat, mentre Carles XII va avançar al seu encontre. El 19 de novembre les forces sueques es trobaven a una milla de Narva, Pere I va abandonar el campament, deixant el comandament en mans del duc Charles Eugène de Croÿ.
A l'alba del 20 de novembre els suecs estaven a la rodalia de la ciutat. Una tempesta de neu va ocultar l'avenç de les tropes sueques, agafant desprevingut l'exèrcit rus. El desordre va imperar entre els russos i la cavalleria, a les ordres de Boris Sheremetev, es va batre en retirada abans de ser atacada. La batalla va durar fins a la nit, quan Carles XII va donar l'ordre d'alto el foc i capitularen els últims soldats russos. Les condicions de capitulació establien que els vençuts podien retirar-se sense, les armes i ensenyes. La victòria de Narva li va valdre a Carles XII la fama de gran estrateg.
Després de la batalla de Narva, només restava l'amenaça saxona pels suecs. L'exèrcit suec va acampar a Dorpat durant l'hivern de 1700 i la primavera de 1701. El 9 de juliol de 1701, l'exèrcit va creuar el Daugava ocult entre columnes de fum, per tal que els saxons que acampaven a la riba oposada no poguessin determinar el nombre d'efectius suecs. El mariscal saxó Adam Heinrich Von Steinau es va veure superat en nombre pels suecs i va ordenar la retirada, de forma precipitada.
Després d'aquesta batalla, Carles XII va accelerar la conquesta de Curlàndia sota control polonès, i acampà a Bauske fins a l'agost. Els tres enemics de Suècia havien estat derrotats en el camp de batalla, però el conflicte estava lluny de finalitzar.
El sobirà de Suècia es trobà en la disjuntiva d'atacar Rússia o avançar cap a Polònia. Carles XII va optar per la segona opció, decisió que ha estat molt debatuda pels historiadors. Carles XII considerava que August II era molt perillós per als seus interessos, i aprofitant rivalitats internes a Polònia va planejar com derrocar-lo. Una vegada que hagués assegurat la seva rereguarda, projectava atacar Rússia amb totes les seves forces, però mentrestant les províncies orientals sueques restaren en un segon pla dins dels esforços bèl·lics suecs.

## Guerra a Polònia (1702-1707)

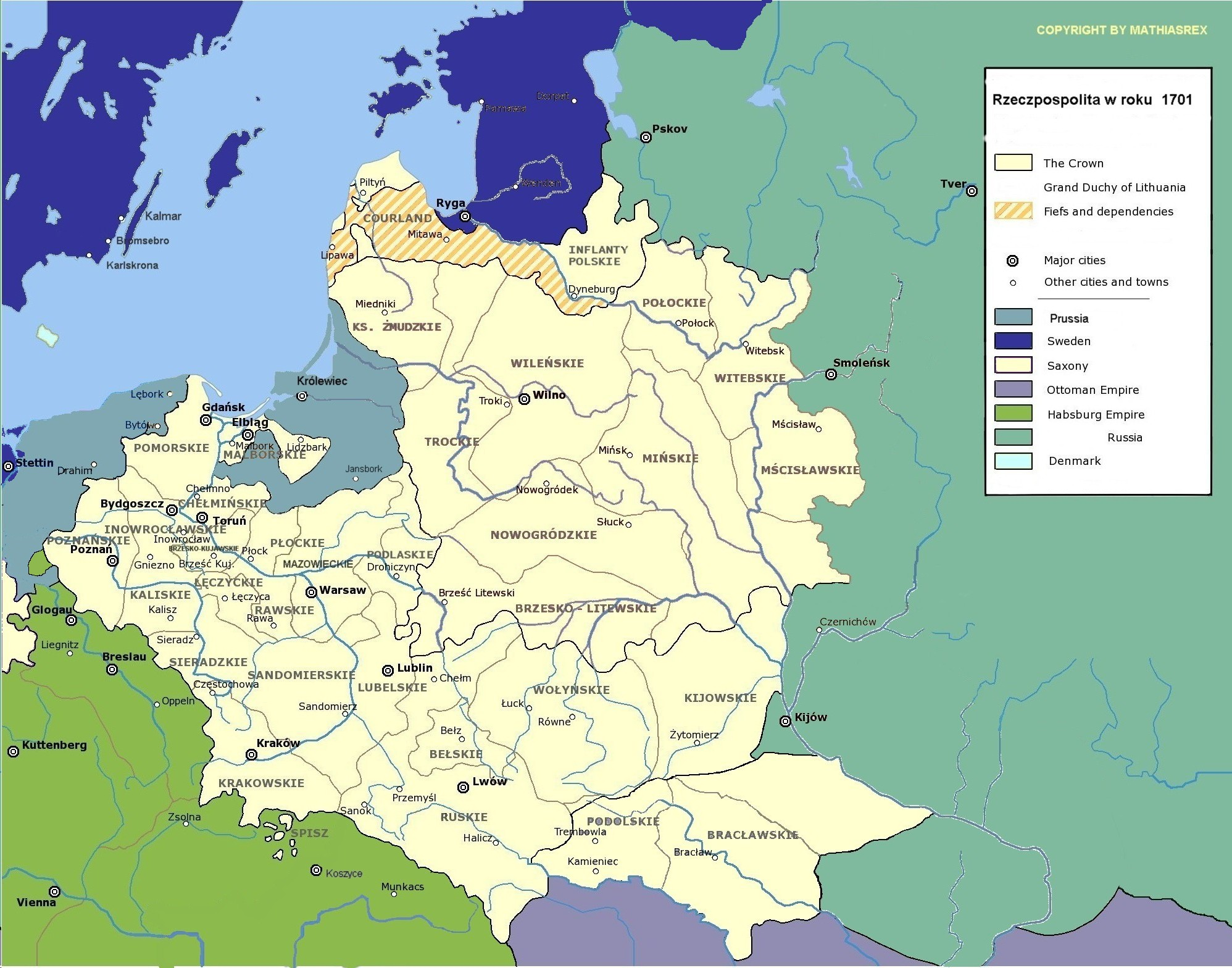
Polònia el 1701

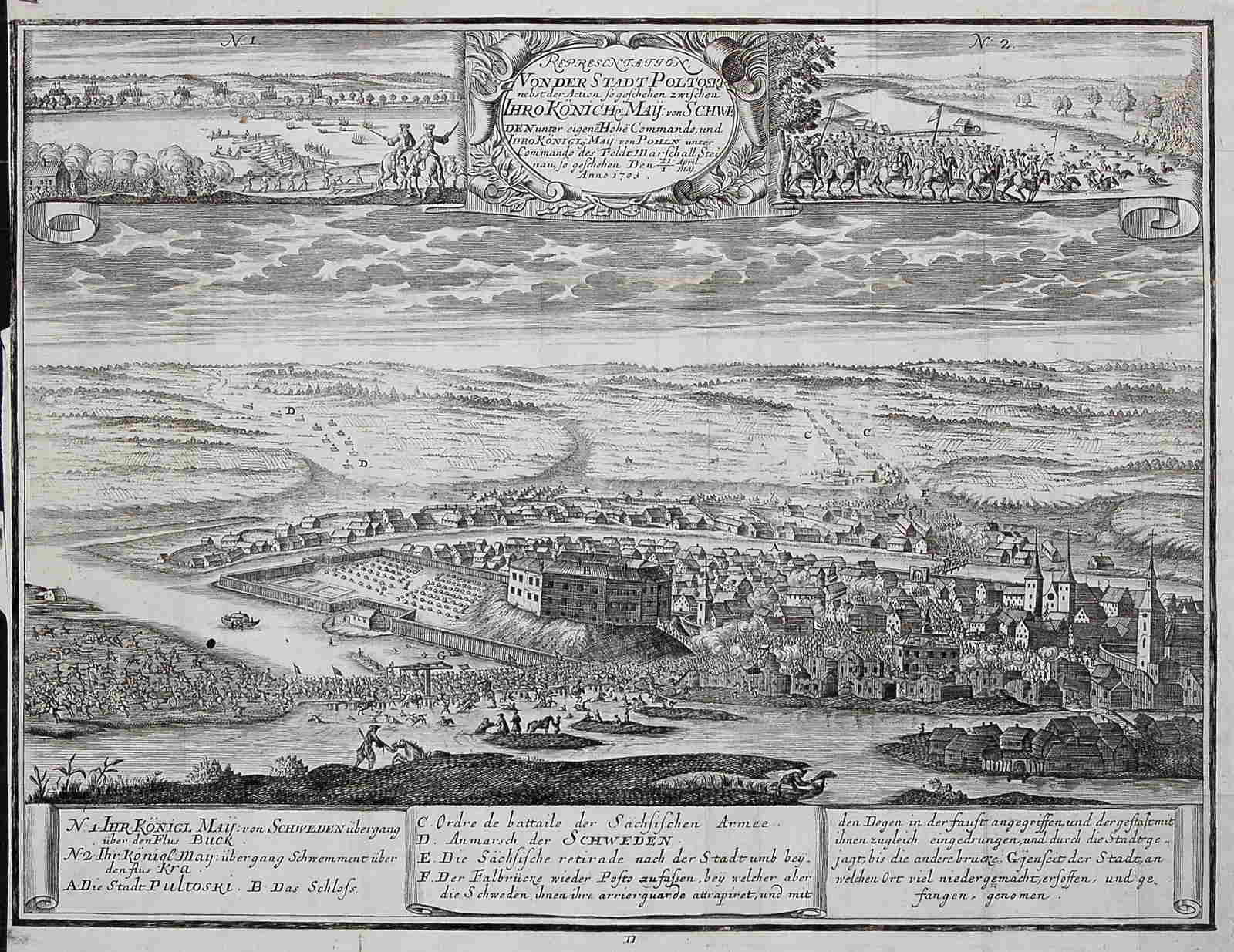
Retirada saxona a la batalla de Pultusk de 1703.

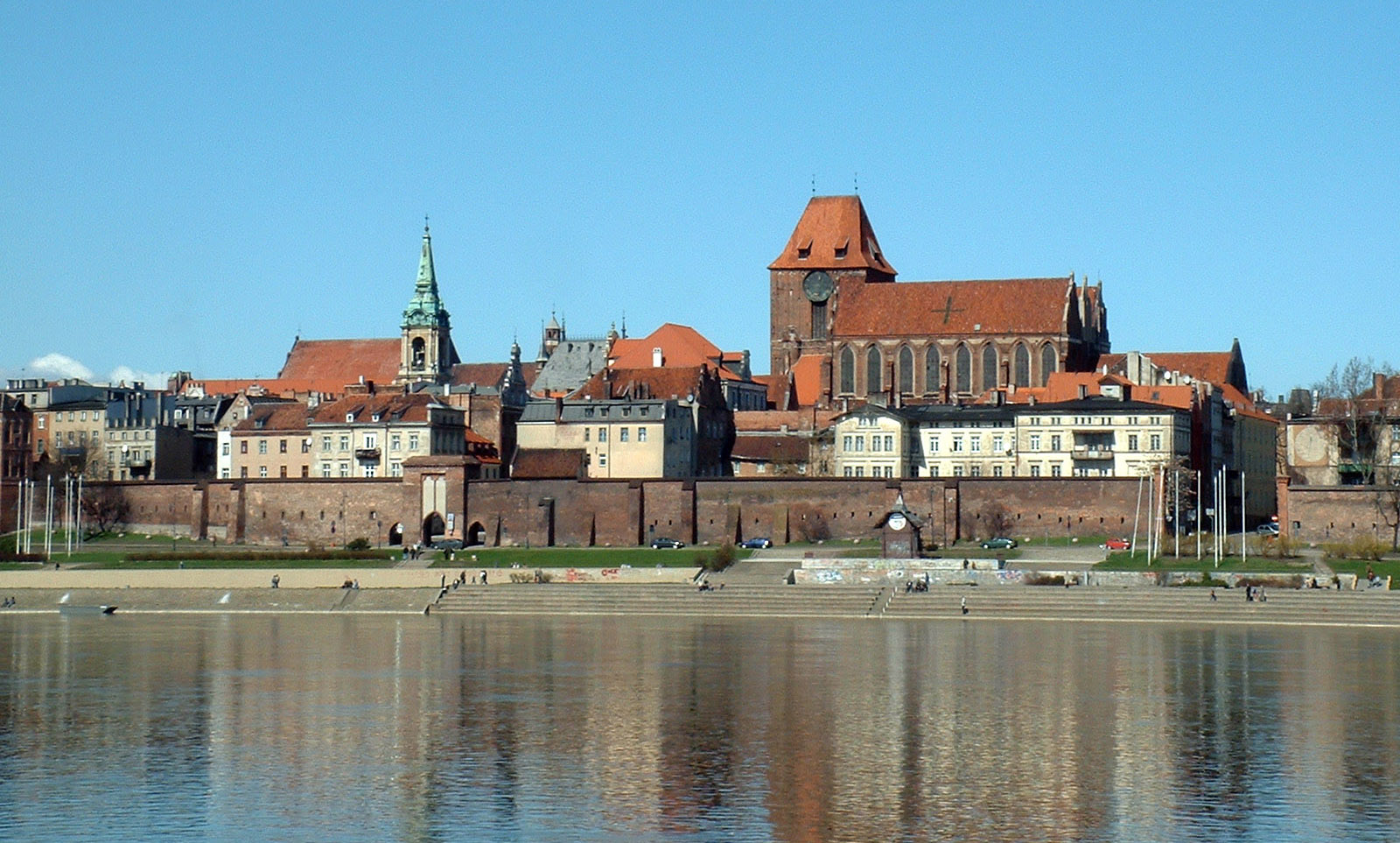
La ciutat fortificada de Toruń.

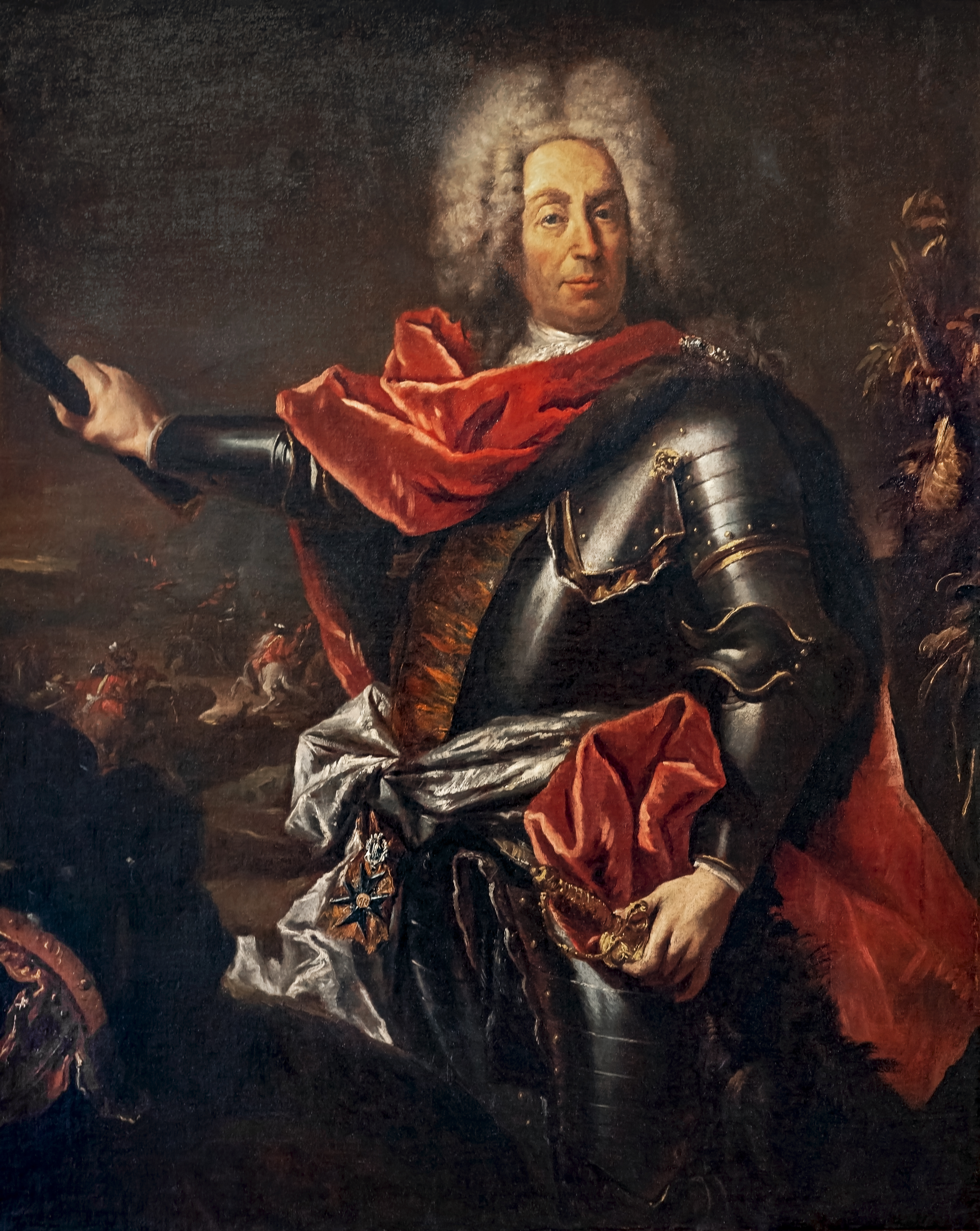
Johann Matthias von der Schulenburg, general prussià al servei de Saxonia. Oli de Giovanni Antonio Guardi (1741).

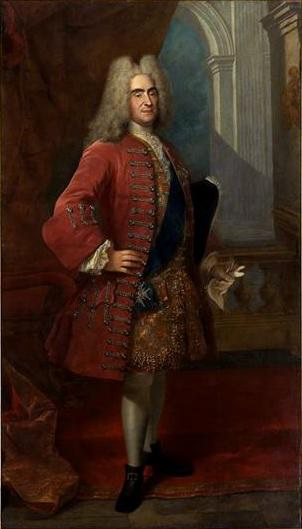
August II de Polònia, elector de Saxònia, intentà assolir la pau amb Suècia el 1702, però l'exigència sueca sobre la seva abdicació el va motivar a seguir combatent fins a 1706.

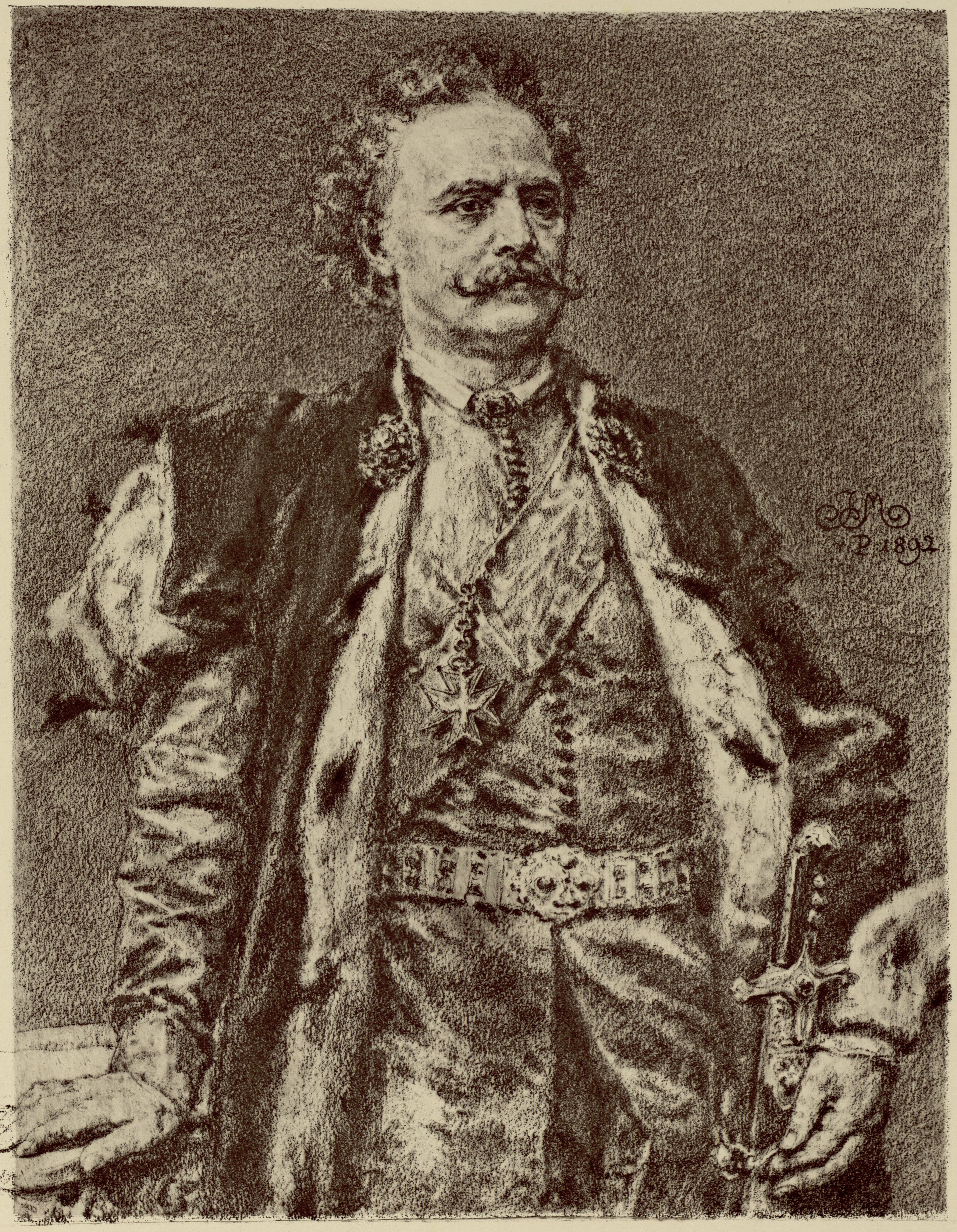
Estanislau Lesczcynsky, líder de l'oposició contra August II de Polònia. Amb el suport de Suècia, fou coronat com Estanislau I el 1705.

El gruix de l'exèrcit suec va passar l'hivern de 1702 i 1703 a Kaunas i Vilna, ja en territori polonès. El 26 de març de 1702 els suecs van iniciar la marxa sobre Varsòvia, la capital polonesa. El perillós avenç va provocar que els polonesos intervinguessin diplomàticament, però l'intent fou en va. El 12 de maig, el rei Carles XII va entrar a Varsòvia sense trobar resistència. Els suecs van negociar amb els polonesos el fi de les hostilitats, en les quals posaren com a condició indispensable el derrocament d'August II. La iniciativa de Carles XII no funciona i es desplaçà, el 16 de juny, cap a Cracòvia, on s'havia refugiat el monarca polonès.
August II i el seu exèrcit es dirigiren al nord, a l'encontre dels suecs, i el 9 de juliol ambdues forces s'enfrontaren en la batalla de Klissow, on les forces saxones van sofrir una severa derrota i els suecs ocuparen Cracòvia.
August II va intentar reunir els seus seguidors polítics de Polònia i intentà atreure el rei Frederic I de Prússia a la guerra, mentre que provava de controlar la Gran Polònia, la principal regió opositora al seu govern. El monarca es va fortificar a Toruń el 7 d'abril. Adam Heinrich von Steinau envià un regiment de cavalleria saxona cap a Varsòvia, però aquest fou frenat pels suecs a la batalla de Pułtusk a 50 quilòmetres de la capital polonesa, el 21 d'abril de 1703.
Entre juny i juliol, August II va intentar, sense èxit, negociar una aliança amb el parlament polonès. Carles XII avançà cap a Toruń, però quan el 15 de maig la fortalesa fou rodejada, el rei polonès ja l'havia abandonat. El setge, es va complicar, ja que la fortalesa estava ben defensada i aprovisionada, però l'arribada, a l'agost, de reforços i bateries d'artilleria provinents de Suècia, sota el comandament de Magnus Stenbock, propiciaren que la plaça capitulés el 4 d'octubre. El resultat fou l'obtenció d'un enorme botí de guerra pels assetjadors.
Aquesta victòria sueca va tenir unes àmplies repercussions a Polònia. L'oposició envers August II va créixer, liderada per Estanislau Lesczcynski, el voivoda de Poznań, que va buscar un acostament amb el monarca suec.
Una assemblea general a Varsòvia, celebrada el gener i el febrer de 1704, va destronar a August II, i el Sejm es va preparar per escollir un nou monarca. Els seguidors d'August II van posar traves al procés, van convocar una assemblea paral·lela i van aconseguir capturar el candidat més oposat de l'oposició, el príncep Jacob Sobieski, fill del difunt rei Joan III Sobieski. Tot i les accions d'August II, el Sejm es va tornar a reunir a Varsòvia, al juny i al juliol, essent triat el 2 de juliol com a nou monarca Estanislau Lesczcynski.
El següent moviment de Carles XII fou sotmetre les regions que encara es mantenien fidels al derrocat monarca August II, començant per la Petita Polònia. El 26 d'agost va prendre la ciutat de Lviv en 15 minuts, una plaça que es mostrava reticent a la intervenció sueca.
Mentrestant August II, que continuava ostentant el títol de rei de Polònia, havia aconseguit enfortir la seva posició gràcies a la intervenció russa a Polònia, amb els reforços de la qual avançà cap a Varsòvia. El comandant suec Arvid Horn va oferir una dèbil resistència a la ciutat, i August II la va ocupar el 21 d'agost, per abandonar-la immediatament, arran de la marxa de Carles XII cap a la capital.
August II va dividir el seu exèrcit en dues parts: una encapçalada per ell que marxà cap al nord, mentre que Matthias von der Schulenburg es va dirigir cap a la frontera amb Saxònia, perseguit per Carles XII. SchulenSchulenburgburg i Carles XII es va enfrontar el 28 d'octubre de 1704. Tot i la resistència saxona, els suecs van forçar la seva retirada.
Durant l'hivern es va produir un llarg període de pau. El conflicte es va reprendre l'estiu de 1705. El juliol d'aquell any, es va establir que Estanislau Lesczcynsky fos coronat a Varsòvia al setembre. Per a impedir-ho una força de 10.000 polonesos, seguidors d'August II, es va dirigir cap a la capital, però fou aturat per Karl Nieroth a la batalla de Rakowitz, el 21 de juliol de 1705.
Estanislau I va ser coronat sense entrebancs el 24 de setembre. Col·locat el seu candidat al tron, Suècia va pactar la pau amb Polònia en el Tractat de Varsòvia, el 18 de novembre de 1705. Encara que va rebre pressions per annexar-se Curlàndia, el rei escandinau va rebutjar aquesta possibilitat, en la línia de presentar-se davant l'opinió política polonesa com un aliat, més que com un vencedor.
Pere I de Rússia va aprofitar que el gruix de les forces sueques estaven implicades en la campanya polonesa per conquerir una sortida al Bàltic. En paral·lel va enviar nombrosos reforços a August II, per ajudar-lo en la lluita contra els suecs. Ambdós monarques es van reunir a la ciutat polonesa de Goradnia, la tardor de 1705, per acordar una estratègia bèl·lica
Assabentat d'aquesta reunió, Carles XII, es va dirigir a Goradnia l'any nou de 1706. Pere I va delegar el comandament de l'exèrcit al mariscal Georg Benedict Ogilvy. August II, amb la seva cavalleria, va aconseguir evadir el setge suec i desplaçar-se a marxes forçades cap a l'occident de Polònia, on el general suec Carl Gustaf Rehnskiöld es trobava per prevenir una possible incursió des de Saxònia. August pretenia atacar a Rehnskiöld per la rereguarda i tenallar-lo des de dos fronts, juntament amb l'exèrcit combinat, de russos i saxons, avançava des de Silèsia, encapçalat per Matthias von der Schulenburg. Rehnskiöld i Schulenburg es van enfrontar el 3 de febrer de 1706 a la batalla de Fraustadt. El combat, que només va durar dues hores, gairebé va aniquilar l'exèrcit russosaxó, mentre que els suecs tingueren escasses baixes.

### Incursió sueca a Saxònia i el Tractat de Altranstädt

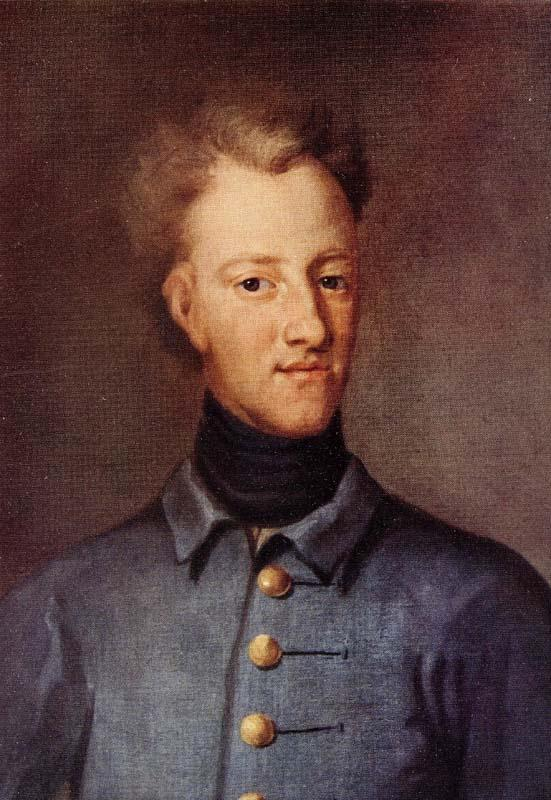
Retrat de Carles XII de Suècia a Altranstädt, per David von Krafft (1706).

A Fraudstadt el potencial bèl·lic saxó va quedar molt debilitat. Mentrestant, els russos assetjats a Goradnia ben aviat es veieren mancats de provisions. Ogilgvy, aprofitant que el Niemen estava glaçat, va retirar-se a Pinsk, i d'allà cap a Kíev. Carles XII el va perseguir, però no va arribar a Pinsk fins a l'abril, i va retornar cap al front occidental per atacar Saxònia. L'agost de 1706, el monarca suec entrava a Silèsia. L'avenç de l'exèrcit de Carles XII cap a Saxònia, va motivar que August II pactés la pau en el Tractat d'Altranstädt (1706) el 14 de setembre, renunciat al tron de Polònia i reconeix a Estanislau I com al nou monarca.
Carles XII havia considerat la invasió de Saxònia des de 1702. Les relacions entre Suècia i el Sacre Imperi Romanogermànic, s'havien deteriorat a causa del suport velat de l'emperador Leopold I d'Habsburg havia donat a August II. La intervenció sueca a l'imperi va despertar les inquietuds de les potències marítimes, ja que podria afavorir al rei Lluís XIV de França enfront de Leopold I en la Guerra de Successió Espanyola. El prestigi de Carles XII, el va convertir en un personatge molt cobejat per entaular aliances militars. Prússia, ambicionava la Pomerània Sueca i fins llavors havia mantingut una política ambigua en la guerra, va decidir negociar una aliança amb Suècia, que es faria oficial l'agost de 1707.
Lluís XIV va intentar atreure a Suècia a la seva orbita, però la intervenció d'Anglaterra i la política pròpia de Carles XII, van evitar que Suècia s'involucrés en un conflicte aliè El 22 d'agost de 1707 es va firmar un acord entre Suècia i el Sacre Imperi Romanogermànic, en el qual l'emperador es comprometia a respectar els drets dels alemanys luterans de la Pau de Westfalia.
L'exèrcit suec va passar l'hivern a Saxònia, on va imposar elevats impostos de guerra per avituallar-se.

## Guerra a les Províncies Bàltiques (1702-1707)

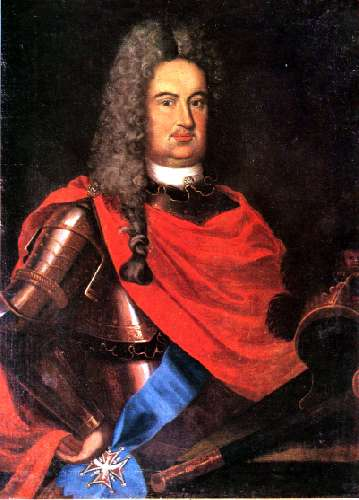
Boris Sheremetiev.

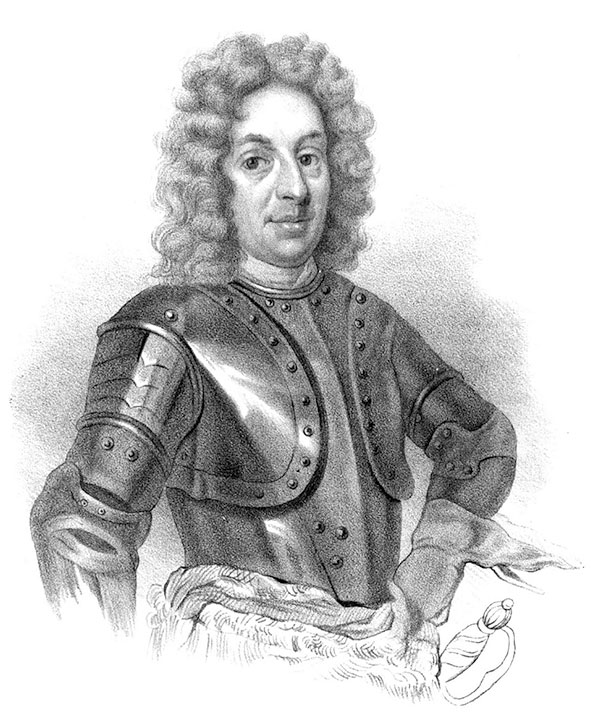
Adam Ludwig Lewenhaupt, comandant suec famós per les seves victòries defensives en el front oriental.

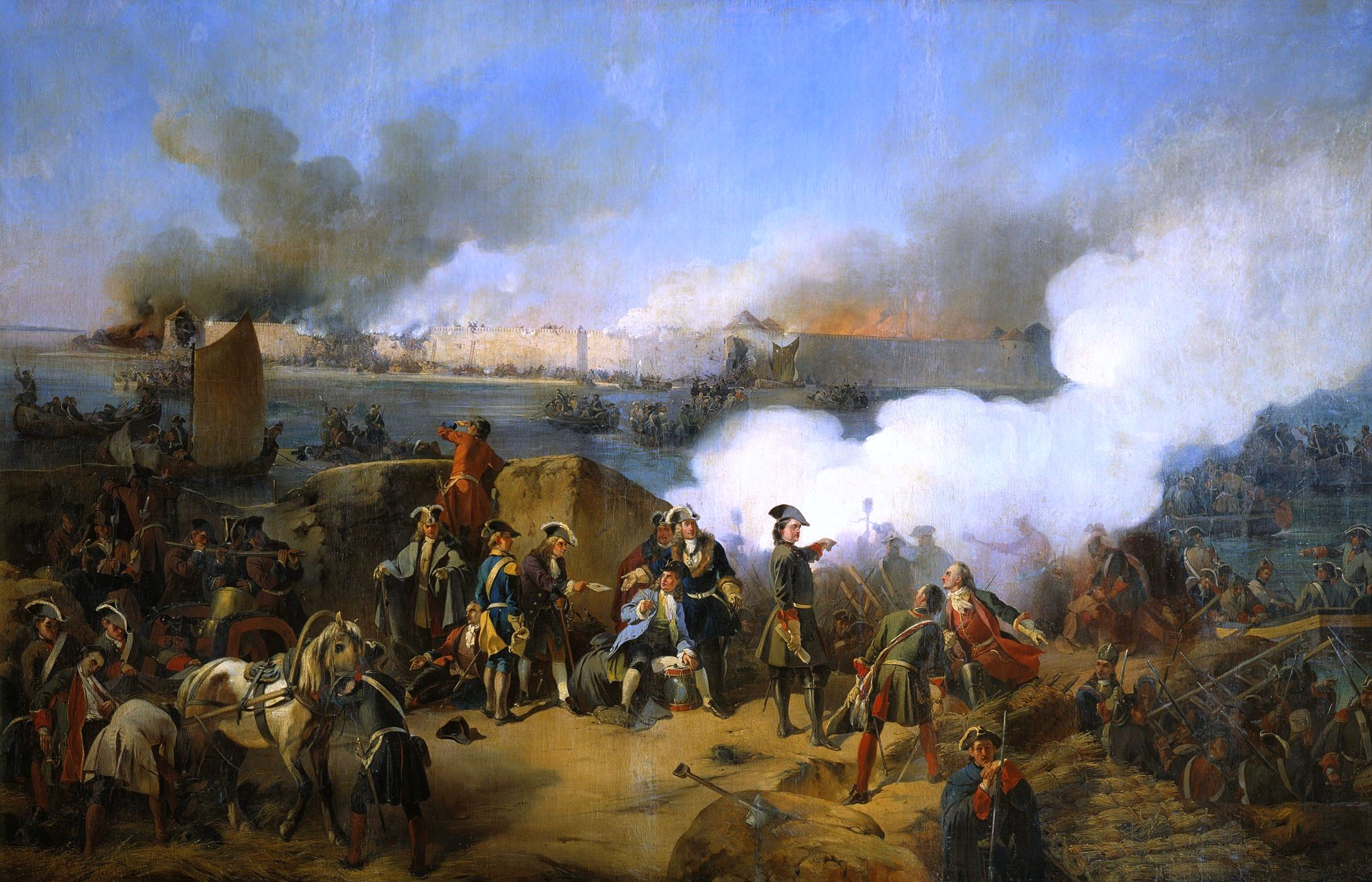
Pere I dirigint el setge de Nöteborg. Pintura d'Alexander von Kotzebue (1846).

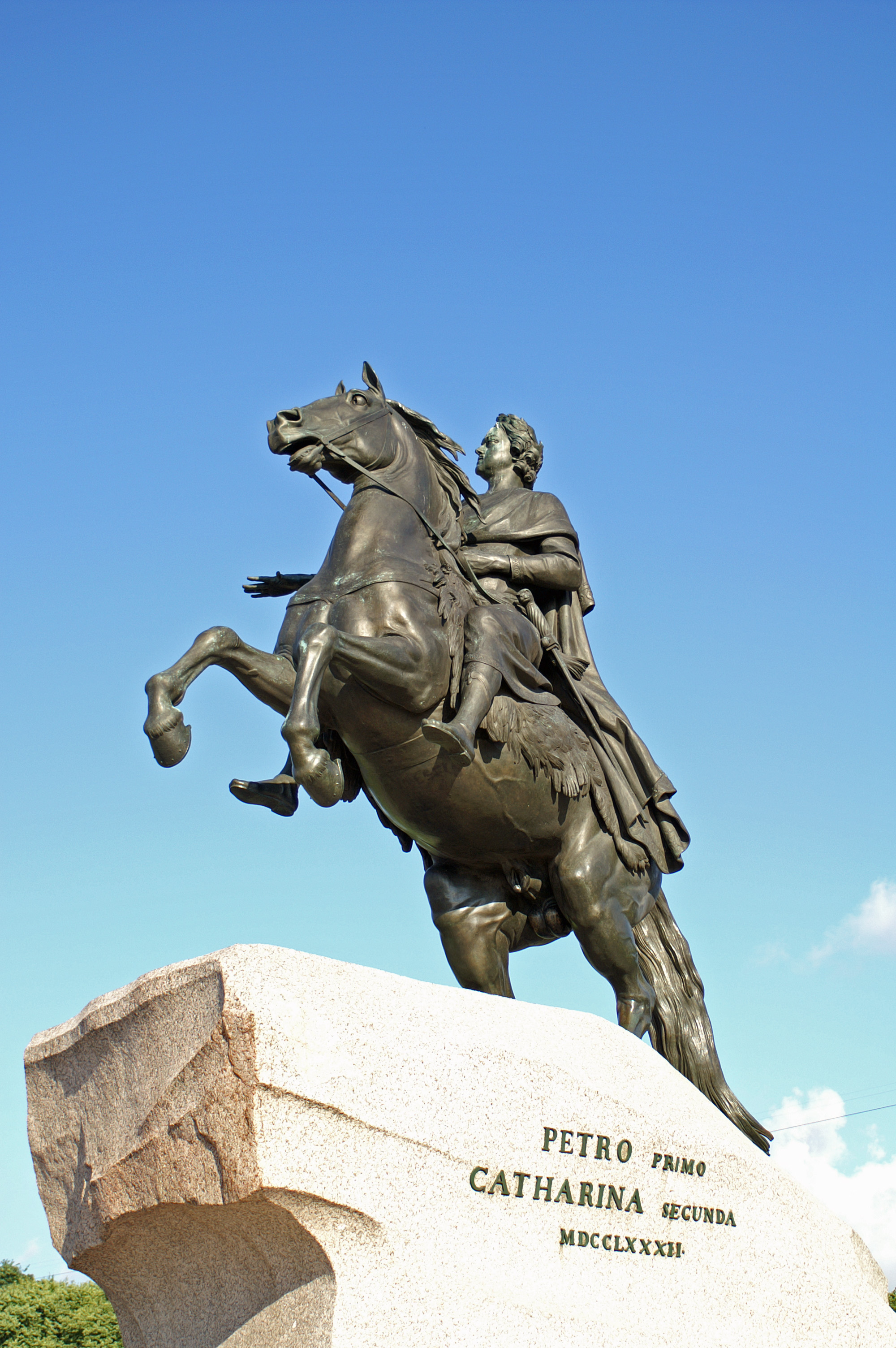
Estàtua a Sant Petersburg a Pere I, fundador de la ciutat. La nova capital de Rússia es va construir acceleradament en plena guerra, sobre la fortalesa sueca de Nyenskans.

Mentre Carles XII i el gruix de l'exèrcit suec es trobava en campanya a Polònia, es va destinar un escàs nombre de tropes a Finlàndia, Estònia i Livònia. Aquests exèrcits tenien la missió d'atacar els russos, però aviat es van veure obligats a mantenir-se a la defensiva.
Després de la seva derrota a la batalla de Narva, Pere I es va encarregar, meticulosament, de reconstruir el seu danyat exèrcit, pactar una aliança de cooperació militar amb August II i atacar les possessions sueques orientals, dèbilment defensades.
El setembre de 1701, el tsar va considerar que les seves tropes estaven en condicions per a atacar el principal exèrcit suec al front oriental, destacat a Livònia. El general Boris Sheremetiev va iniciar les operacions russes atacant Rauge el 5 de setembre, però fou derrotat pel suec Wolmar Anton von Schlippenbach.
A principis de juliol de 1702, Sheremetiev va llançar una nova envestida contra Livònia, aquest cop traslladant les seves tropes pel llac Peipus, a més a més de la via terrestre. Els suecs van aconseguir danyar les embarcacions russes fent explotar els seus propis vaixells, però les defenses del llac foren superades per l'atac rus. Pere I va obtenir la supremacia en els cursos fluvials i el seu exèrcit es va estendre ràpidament per la regió.
Schlippenbach es va retirar cap a Hummelshof, al sud d'Estònia, on es va reunir amb petites unitats de reforç provinents d'altres zones, i amb 6.000 homes es va preparar per enfrontar-se a Sheremetiev. Aquest va atacar el 19 de juliol de 1702, infligint una dolorosa derrota al bàndol suec, que va perdre la meitat dels seus efectius, i es va retirar, penosament, cap a Pernau. La Livònia meridional i central foren sotmeses a un intens saqueig per part dels russos.
A la tardor, Pere I es va dirigir cap a Ingria. Amb un exèrcit numèricament molt superior, va atacar la fortalesa de Nöteborg i la va capturar el 13 d'octubre.
Amb l'arribada de la primavera de 1703, es van reprendre les hostilitats, sense que es milloressin les defenses sueques. A la desembocadura del Neva, el tsar va atacar per assalt la fortalesa de Nyenskans, conquerint-la el 4 de maig. Immediatament, Pere I va iniciar en aquest indret de la seva nova capital, Sant Petersburg. La campanya a Ingria fou ràpida, i abans de finalitzar el mes de maig, tota la regió havia estat abandonada pels soldats suecs i Rússia havia pogut aïllar Livònia de la resta de Suècia.
Els soldats suecs d'Íngria es van concentrar a la ciutat fortificada de Vyborg, a Finlàndia. Des d'allà van organitzar un contraatac, però foren derrotats el 9 de juliol per un exèrcit molt superior en nombre. Encara que els russos van atacar Vyborg, no van poder prendre-la, i es van acontentar devastant els camps circumdants.
Schlippenbach va prendre el comandament de la defensa d'Estonia. Ostigat per les tropes del tsar, va haver de refugiar-se a l'inexpugnable Riga. Es va intentar, sense èxit, la reconstrucció de les forces navals sueques al llac Peipus, però foren aniquilades per la flota russa.
El 1704, Pere I va iniciar la construcció de la seva flota de guerra al Bàltic, amb base al port de Sant Petersburg. Per assegurar les seves conquestes, va decidir ocupar les ciutats sueques de Narva i Dorpat, al Golf de Finlàndia. El 14 de juliol va capitular Dorpat, el 10 de juliol Narva i el 16 d'agost Ivangorod.
Pere I coneixia la intenció de Carles XII, d'atacar-lo tan aviat com hagués subjugat Polònia. Per això, es va afanyar a desbaratar el dèbil exèrcit suec, destacat al front oriental. Pere I, per retardar l'atac suec, va donar suport militar als seguidors d'August II a Polònia el 1707.
Tot i la inferioritat sueca i la contundència de les accions russes a les Províncies Bàltiques, el 26 de juliol de 1704 Adam Ludvig Lewenhaupt, general suec de Livònia, guanya la significativa batalla de Jakobstadt a Curlàndia. Lewenhaupt comandava un exèrcit combinat de suecs i polonesos, enfrontant-se a forces tres vegades superiors
Per neutralitzar a Lewenhaupt, Pere I va enviar a Sheremetiev amb 12.000 homes. El 16 de juliol, a la batalla de Gemauerthof, Lewenhaupt i els seus 7.000 soldats van aconseguir una nova victòria, fet que retardaria els plans del tsar per ocupar Curlàndia.
Tot i això, Lewenhaupt no va poder resistir molt de temps els atacs russos, i a l'agost va haver de retirar-se a Riga. Arran d'aquest fet, Rússia va apoderar-se de tota Curlàndia (en aquella època part de la República de les Dues Nacions), i deixant als suecs amb una escassa capacitat de maniobra, el gruix de l'exèrcit rus va partir cap a Goradnia, a Polònia, a final d'any. En els anys 1706 i 1707 no va haver-hi grans esdeveniments en el front oriental, i Pere I es va preparar per fer front a Carles XII, que havia forçat la pau amb Polònia i Saxònia

## Campanya de Rússia (1708-1709)
Després de l'exitosa – encara que llarga – guerra contra Polònia i la Pau d'Altranstädt, l'invicte exèrcit de Carles XII de Suècia es trobava en el punt culminant del seu prestigi el 1707. Dinamarca havia estat derrotada per l'exèrcit suec, i no hi havia indicis d'un nou conflicte entre ambdós països nòrdics. Saxònia i August II també havien estat vençuts, i Polònia en altres temps una enemiga, ara era un país aliat, disposat a aportar tropes en favor de Suècia. Amb la seva experiència militar, el suport del rei Estanislau I, i l'arribada de reforços de Suècia, Carles XII va decidir emprendre la campanya contra Rússia, el seu últim enemic, però que demostraria ser el més perillós.

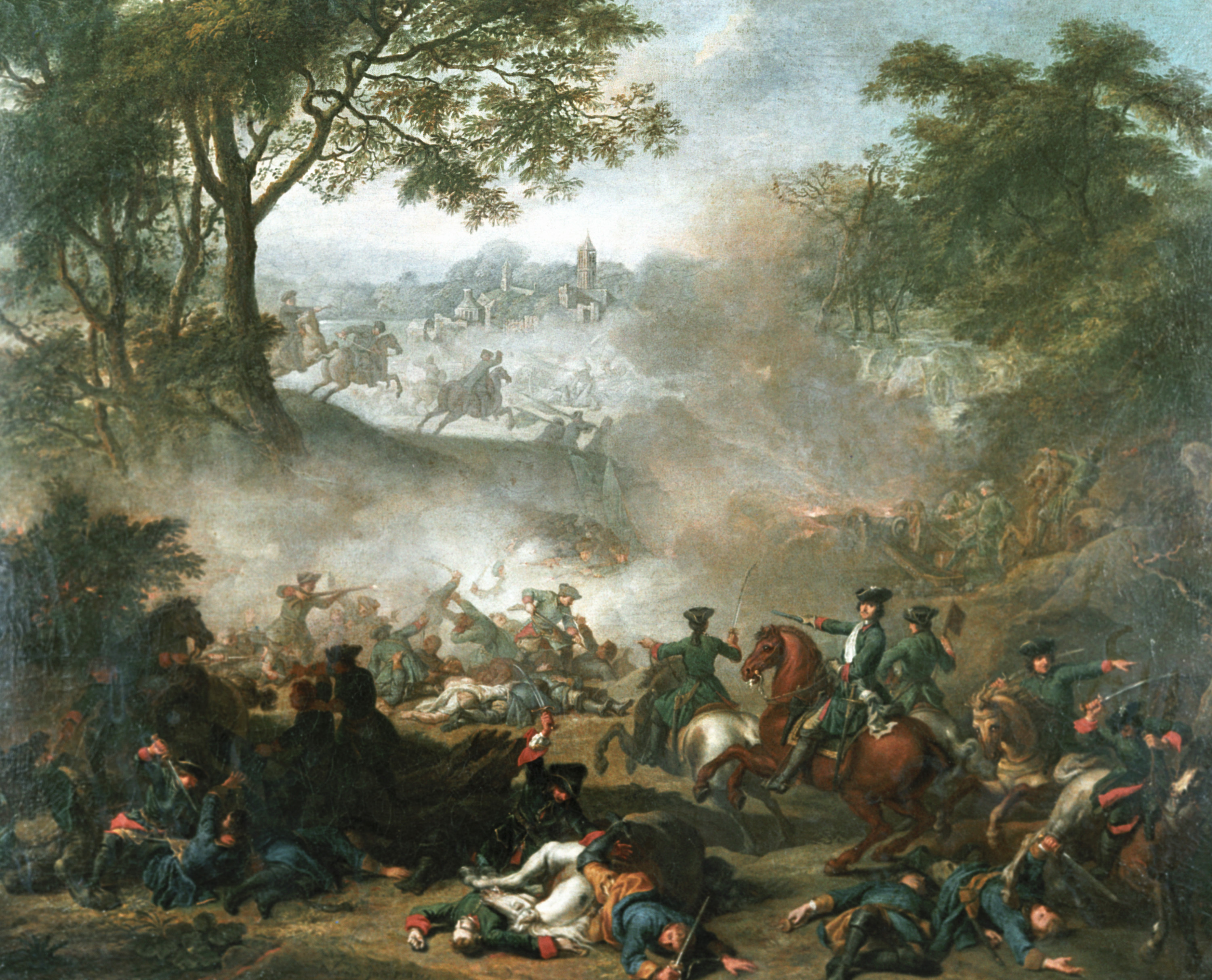
A la batalla de Lesnaia, Belarús, l'exèrcit suec va perdre un sens fi d'homes i provisions, el que faria impossible el seu avenç cap a Moscou i sentenciant així la campanya russa. Pintura de Jean-Marc Nattier, 1717.

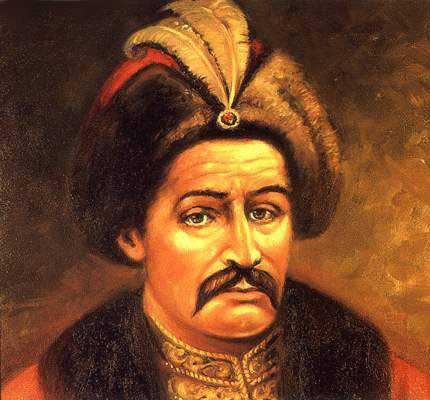
Ivan Mazepa, líder dels cosacs d'Ucraina, pactà una aliança amb Suècia contra Pere I de Rússia.

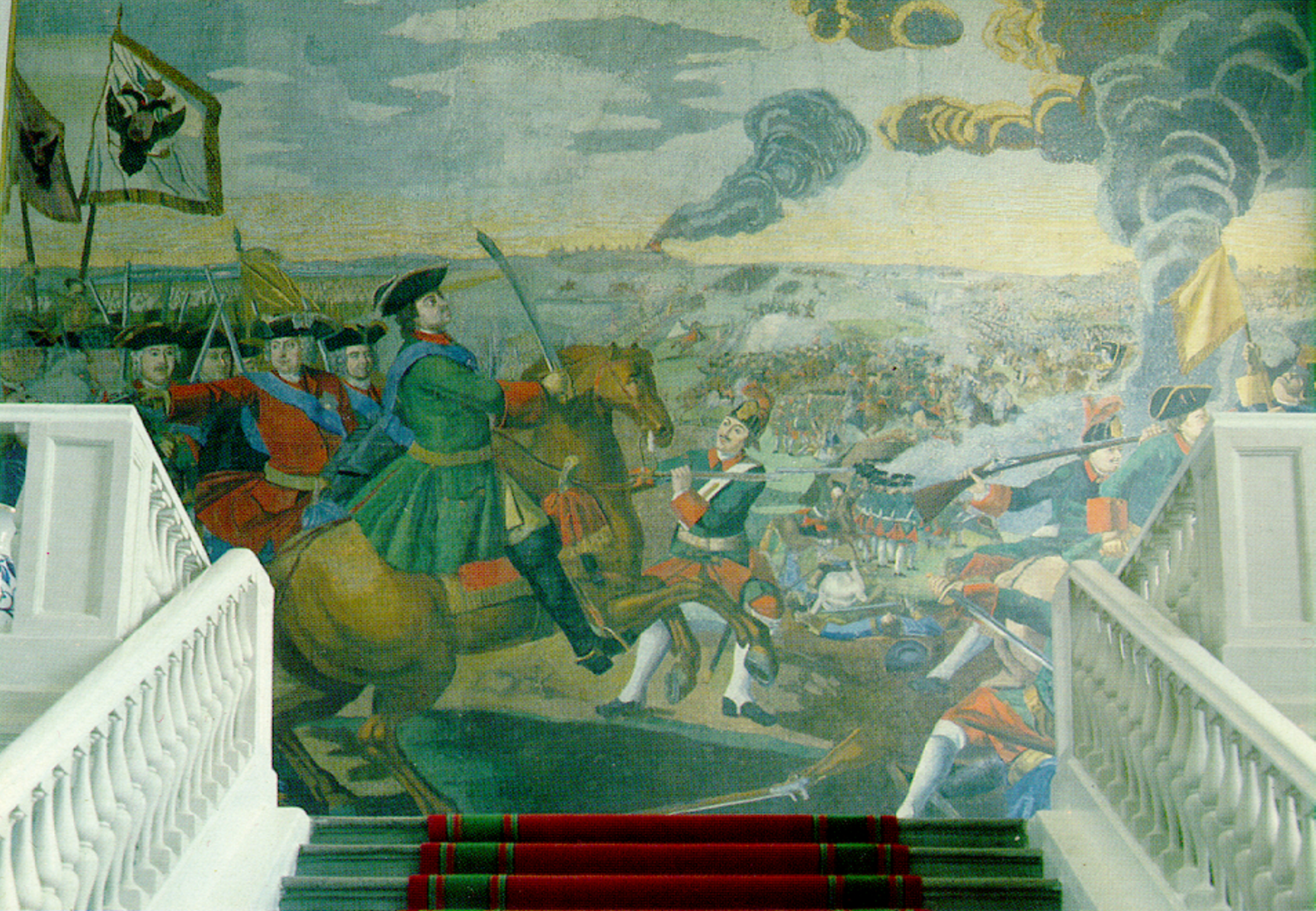
Pere I de Rússia a la batalla de Poltava. Fragment d'un mosaic rus de Mikhaïl Lomonóssov (1717).

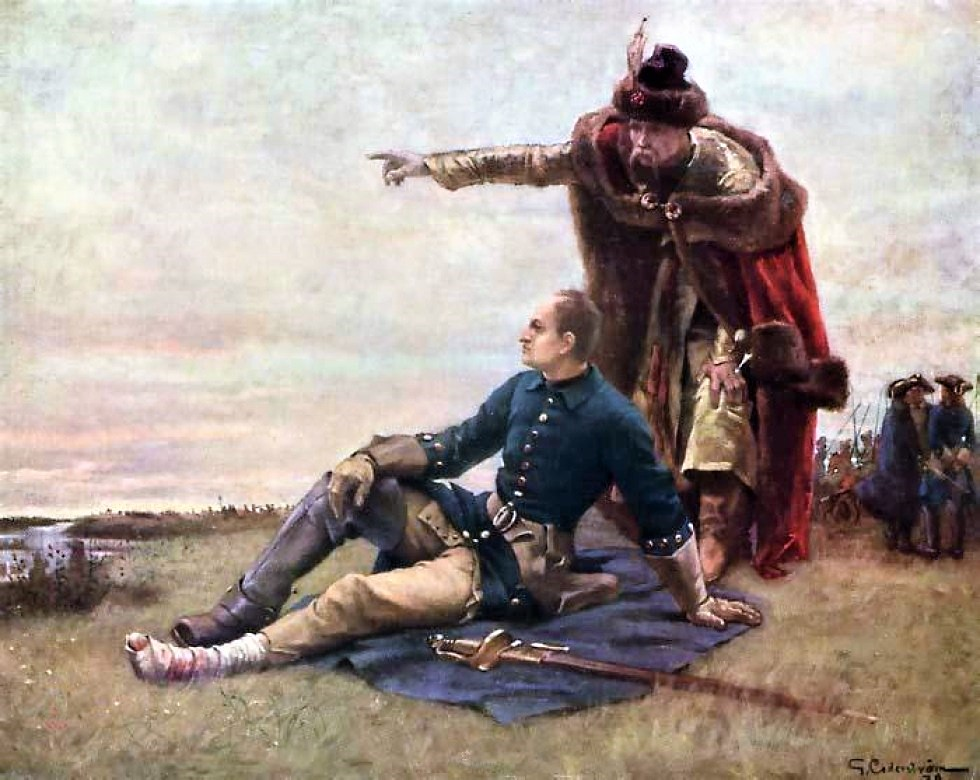
Carles XII de Suècia e Ivan Mazepa després de la batalla de Poltava. Pintura de Gustaf Cederström.

L'exèrcit suec que va partir de Saxònia, el 1707, estava format per 38.000 soldats. Addicionalment, va restar un exèrcit de 6.000 suecs a Polònia, en suport al monarca polonès. El rei Estanislau I va oferir un contingent de 16.000 homes, com a eventual reforç. Els suecs varen passar l'hivern de 1707 a 1708 a Polònia, a fi de no exposar-se al fred hivern rus.
El 28 de gener de 1708 va arribar l'exèrcit a Goradnia. A les proximitats de Minsk, Carles XII va prendre la decisió de no atacar els rusos a les Províncies Bàltiques, sinó avançar directament cap a Moscou. Lewenhaupt, comandant de l'exèrcit suec de Riga, va rebre l'ordre d'unir-se a la campanya, juntament amb 11.000 homes de Livònia, a més a més d'una quantiosa aportació de provisions i artilleria.
El 6 de juliol va començar la marxa cap a Moscou. Els suecs derrotaren un exèrcit rus a la batalla de Holowczyn, en la que va ser la darrera gran victòria de Carles XII. A la localitat de Mahiliou el monarca suec esperà a les tropes de Lewenhaupt. Els reforços es van endarrerir i davant de la proximitat de la tardor, Carles XII va preferir encaminar-se amb les seves tropes cap al sud, envers la més càlida Ucraïna.
El dia 29 de setembre, l'exèrcit de Lewenhaupt va patir una greu derrota. Atacat per sorpresa a Lesnaia, el mariscal suec va haver de batre's en retirada i abandonar les peces d'artilleria i totes les provisions que transportava. Dels 11.000 suecs de Livònia, només arribaren 6.700 a unir-se amb el monarca. Sense provisions, Carles XII pretenia buscar pertrets a Ucraïna. Al llarg de la marxa es produïren innumerables problemes, la gana va fer la seva aparició, tornant-se cada cop més greu, i hi hagué diverses baixes a causa del fred.
A Ucraïna, el líder cosac Ivan Mazepa, hostil al tsar de Rússia, va oferir una aliança al rei suec. El pacte es va concretar el 28 d'octubre. Això no obstant, la majoria de seguidors de Mazepa l'abandonaren i van restar fidels al tsar. Els russos, en venjança, varen incendiar Baturin, la capital de Mazepa. Quan els suecs arribaren a Ucraïna, a final de novembre de 1708, Baturin es trobava desolada i sense provisions. La rebel·lió de Mazepa havia fracassat i només va poder oferir 2.000 guerrers a la causa sueca.
Davant aquesta situació, Carles XII decidí passar l'hivern al nord d'Ucraïna, sota la constant amenaça russa. L'estratègia de Pere I, va consistir a evitar la batalla a camp obert, practicar la tàctica de la terra cremada, i realitzar petites escaramusses, a fi de desgastar els suecs i dificultar el seu avituallament.
Estanislau I de Polònia, no va enviar els reforços promesos a l'exèrcit suec, ja que necessitava una important força militar per assegurar la seva posició al tron. Carles XII, es va trobar sol a Ucraïna, amb condicions cada cop més adverses i amb un nombre més reduït de tropes. Va avaluar que un atac a Moscou era molt imprudent, prenent en consideració que les forces que se li oposaven el duplicaven en nombre. El monarca suec va decidir intentar atreure a Pere I a una batalla a camp obert, que li reportés una victòria decisiva.
Amb aquest fi, va atacar Veprik, un important punt de suport de l'exèrcit rus. A falta d'artilleria de setge, es va optar per assaltar la plaça. El 7 de gener va iniciar l'atac, amb importants pèrdues pel bàndol suec, que finalment comportà la capitulació de la ciutat.
Les tropes sueques continuaren buscant el moment propici per entrar en batalla amb els russos. Tractant de poder atreure a l'enemic, es va assetjar la ciutat de Poltava, molt a prop del campament de Pere I i del principal contingent rus. En les escaramusses anteriors, Carles XII va resultar ferit, i no va poder dirigir les accions, delegant el comandament en Rhenskiöld i Lewenhaupt. Ambdós generals no varen aconseguir actuar coordinadament durant la batalla.
El 28 de juny els suecs iniciaren l'atac. Això no obstant, les tropes russes, més del doble que les sueques, van aconseguir una victòria sense precedents. Suècia va perdre 7.000 soldats en combat i 3.000 caigueren presoners. La resta dels suecs – uns 16.000 soldats – escaparen cap al sud, i gràcies al fet que el tsar no va ordenar una persecució immediata, pogueren reagrupar-se. Carles XII va seguir el curs del riu Vorskla i del Dnièper. Davant la persecució, encapçalada per Aleksandr Ménxikov, el monarca va travessar el riu amb menys de 2.000 homes per tal de refugiar-se a l'Imperi Otomà. Les restes de l'exèrcit supervivent, comandat per Lewenhaupt, es va rendir davant un exèrcit rus inferior en nombre. Diversos contingents de presoners suecs foren enviats a Moscou, i d'allà a Sibèria

## Conseqüències de Poltava

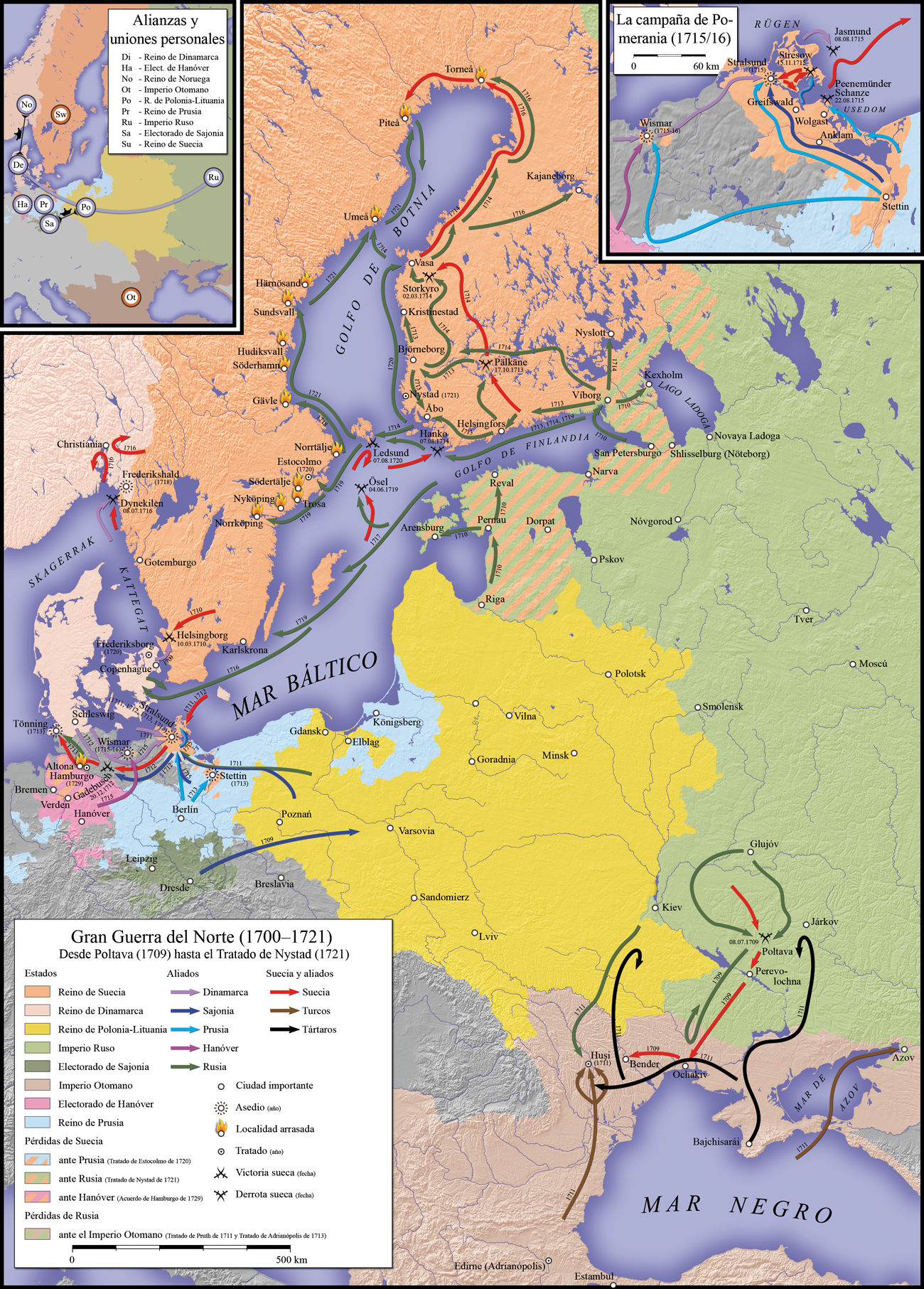
Mapa de la Gran Guerra del Nord de 1709 a 1721.

Poltava va significar el punt d'inflexió del prestigi militar suec, i va canviar significativament el curs de la guerra. Considerant immillorable l'ocasió, els vells enemics de Suècia es preparen per reincorporar-se al conflicte. El 8 d'agost de 1709, Frederic IV de Dinamarca va declarar novament la guerra a Suècia, reprenent les seves pretensions de conquerir el sud del país.
Per la seva part, August II, amb el suport del tsar de Rússia, va retornar a Polònia el 1709 amb l'exèrcit saxó. A Polònia, el rei Estanislau I era considerat, per una part important de la població, com un titella del rei de Suècia, i l'oposició s'alia amb August II. L'exèrcit suec destacat a Polònia, sota el comandament de Ernst Detlof von Krassow, es va replegar cap a Pomerània, a Alemanya, per evitar ser acorralat pels russos i els saxons que penetraren en territori polonès. Estanislau I, sense possibilitats de resistir, es va retirar amb els suecs i, posteriorment, es va exiliar a Alemanya, on viuria aïllat a Zweibrücken, a les possessions familiars de Carles XII de Suècia. August II va tornar a ser coronat rei de Polònia aquell mateix any, i es va reincorporar a la guerra, participant en el setge contra la Pomerània Sueca al costat del tsar, les tropes del qual transitaren pel territori polonès per arribar a Alemanya.

## Guerra a les províncies bàltiques i Finlàndia (1708-1712)

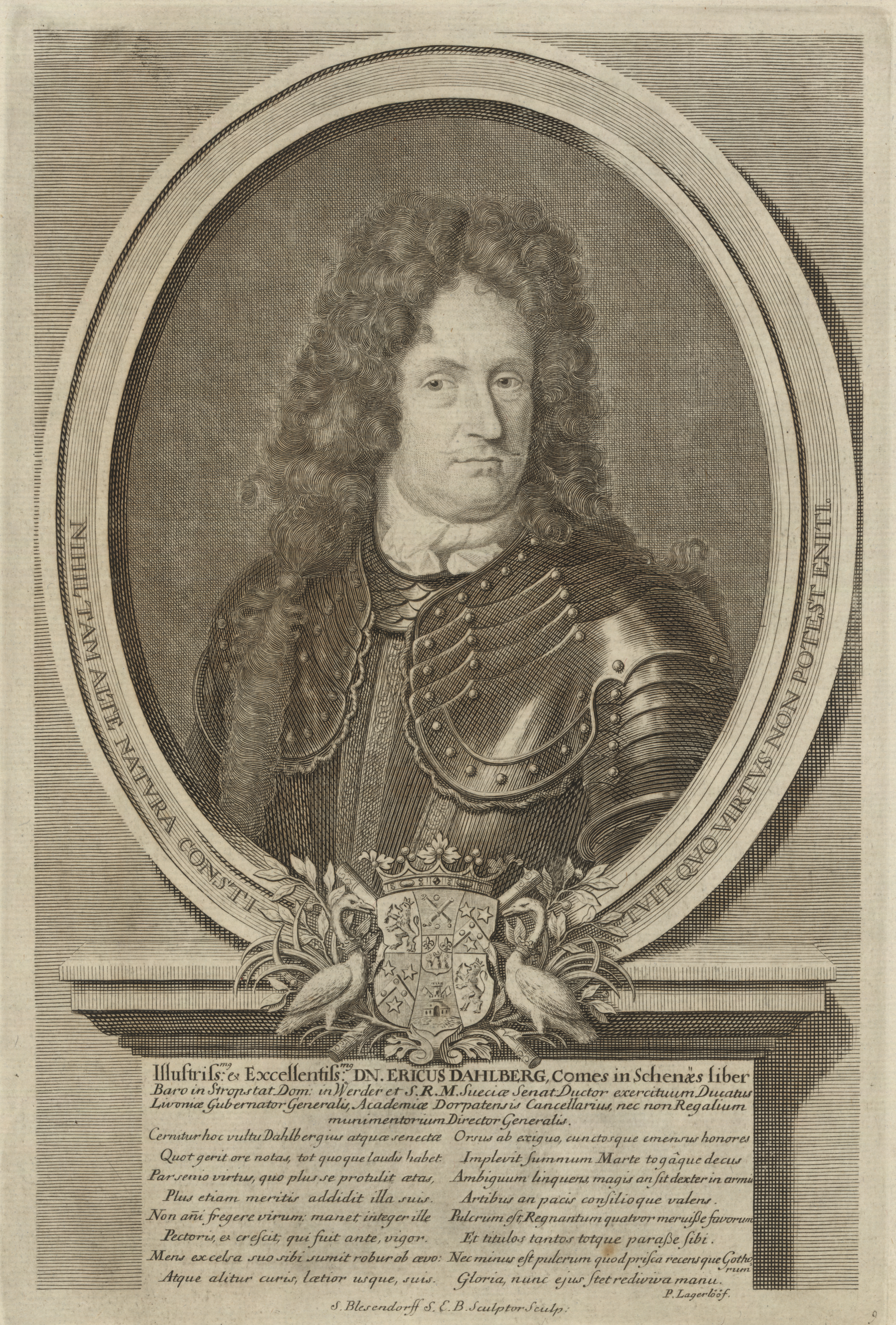
Gravat de Vyborg prop de 1700 per Erik Dahlbergh, a Suecia antiqua et hodierna. Amb la caiguda d'aquesta ciutat fortificada el 1710, Finlàndia quedà oberta als avenços russos.

El front oriental va entrar en un període de relativa calma des de 1706, quan el tsar, després de les seves conquestes a la regió, es preparava per enfrontar la invasió de Carles XII. Durant la campanya sueca de Rússia, on se succeïren operacions militars menors al Bàltic, on únicament conservava Riga, Dünamünde, Reval i Pernau.
El 1708, mentre Carles XII avançava a través d'Ucraïna, Georg Lybecker s'encarregà del comandament de les forces sueques a Finlàndia, i Fiodor Apraksin fou el comandant de les forces russes a Sant Petersburg. Lybecker va intentar assaltar, aquell mateix any, Sant Petersburg, però no va tenir èxit. Apraksin va ordenar el bombardeig naval de les costes de Finlàndia
El 1709, després de la batalla de Poltava, varen retornar les hostilitats a la regió, amb especial cruesa. Els russos estaven disposats a expulsar per complet als suecs. Aquell any fou rodejada Riga, que es rendí l'1 de juliol de 1710. A principis de setembre havien capitulat Dünamünde, Pernau i Reval. A Finlandia, Vyborg, considerada inexpugnables, va caure en mans russes el 10 de juny, perdent Finlàndia un dels punts claus de la seva defensa.
Els avenços russos a Finlàndia s'aturaren sobtadament el 1711, quan el tsar Pere I va haver de concentrar les seves forces al sud, davant la notícia que l'Imperi Otomà intervindria en la guerra.

## Invasió danesa del sud de Suècia (1709-1710)
La declaració de guerra danesa va arribar al consell d'estat suec el 18 d'octubre de 1709, Amb la contundent derrota a Poltava, es preveia que a Suècia tardaria bastant en reconstruir el seu exèrcit, i el rei Frederic IV de Dinamarca va jutjar propicia la situació per ordenar la invasió del sud de Suècia i recuperar Escània, Halland i Blekinge, províncies amb població de llengua danesa, així com Bohuslän, territori tradicionalment noruec. Aquesta nova fase del conflicte és coneguda, a Dinamarca i Noruega, com la Guerra dels Onze Anys, ja que va desenvolupar-se entre 1709-1720.
L'exèrcit danès, encapçalat per Christian Ditlev Reventlow, estava format per uns 15.000 homes, mentre que Magnus Stenbock, cap de les forces sueques, comptava amb un nombre similar d'efectius.

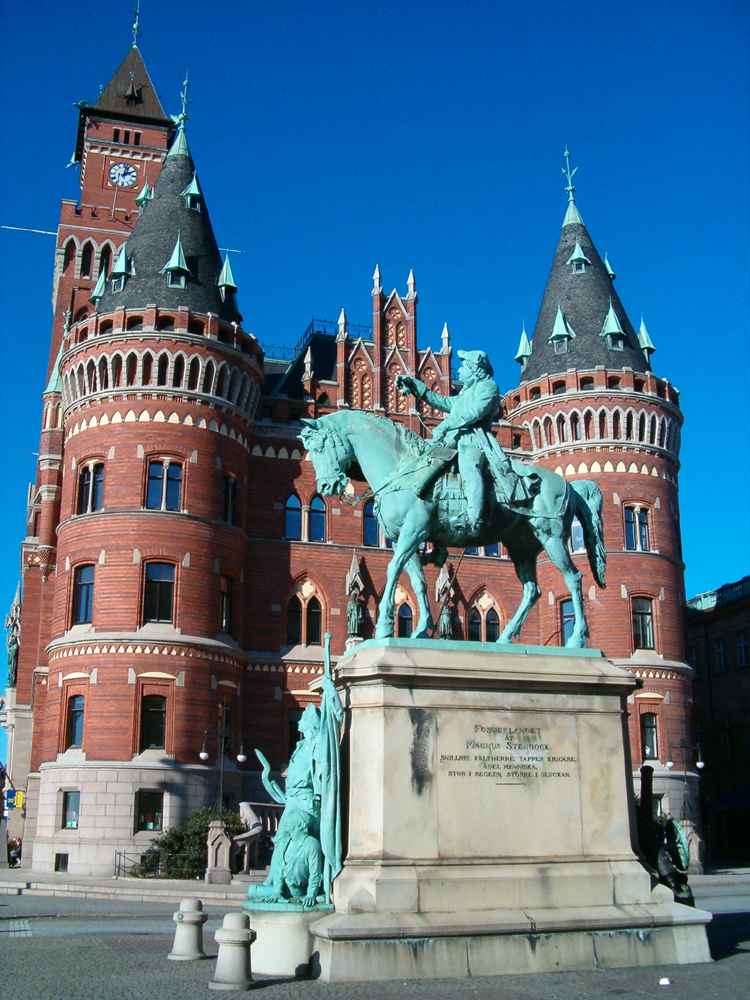
Estàtua de Magnus Stenbock a Helsingborg, ciutat on vencé als danesos.

A la tardor de 1709 es va reunir una gran flota danesa a l'Oresund i el 2 de novembre, l'exèrcit de Reventlow va desembarcar al poble de Råå. Els danesos avançaren ràpidament sense oposició i ocuparen la ciutat de Helsingborg. Mentre que Stenbock es replegava cap a Småland, Reventlow controlava, tota la província d'Escània, a excepció de les ciutats fortificades de Malmö i Landskrona.
Després d'acampar entre Helsingborg i Landskrona, l'exèrcit danès va partir a principis de gener de 1710, en direcció a Kristianstad. L'objectiu principal era la conquesta de Karlskrona, on es trobava l'arsenal naval suec. Kristianstad va capitular el 13 de gener, però Reventlow, en comptes de marcar cap a Karlskrona, es va retirar de retorn a Escània, assabentat que Stenbock havia organitzat el seu exèrcit a Växjö i començava a desplaçar-se a moure's cap a Escània.
Reventlow fa emmalaltir sobtadament, i fou substituït per Jørgen Rantzau. El nou comandant, temerós de quedar copat pels suecs, es va replegar a Helsingborg. Abans que pogués arribar a la ciutat, fou atacat per Stenbock el 28 de febrer. Encara que va tenir èxits inicials, l'exèrcit danès es va batre en retirada envers el murs de la ciutat. Les baixes daneses ascendiren a la meitat dels efectius originals. Els darrers contingents danesos abandonaren Escània el 5 de maig, després de destruir l'artilleria i sacrificar les cavalleries.

### La guerra al mar
Encara que Dinamarca no va poder culminar el seu intent de conquesta de la península escandinava, la seva entrada a la guerra va comportar un nou equilibri de forces al mar, ja que l'armada danesa conservava la seva antiga potència. El Bàltic va esdevenir escenari freqüent de batalles de desgast, entre les flotes sueca i danesa, amb fortuna desigual i sense que cap dels bàndols pogués aconseguir la supremacia. La presència de naus daneses al Bàltic va dificultar la comunicació entre Suècia i els seus territoris a Alemanya. Mentrestant el tsar ordenà accelerar la construcció de la flota a Sant Petersburg.

## Carles XII i la intervenció turca (1709-1714)

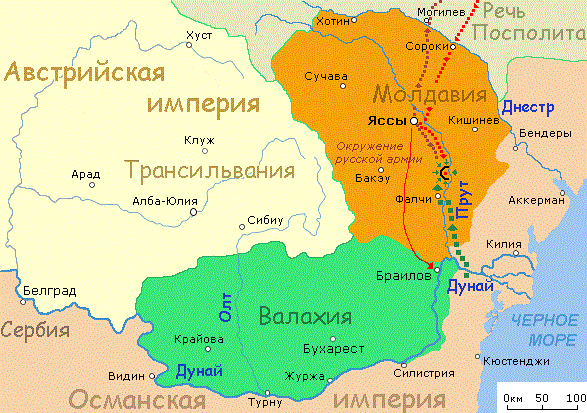
Mapa rus de la Guerra Turco-Russa de 1711.

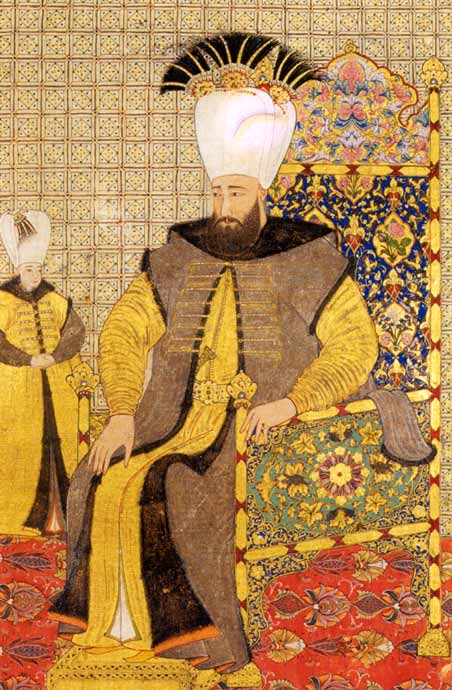
Ahmed III de l'Imperi Otomà.

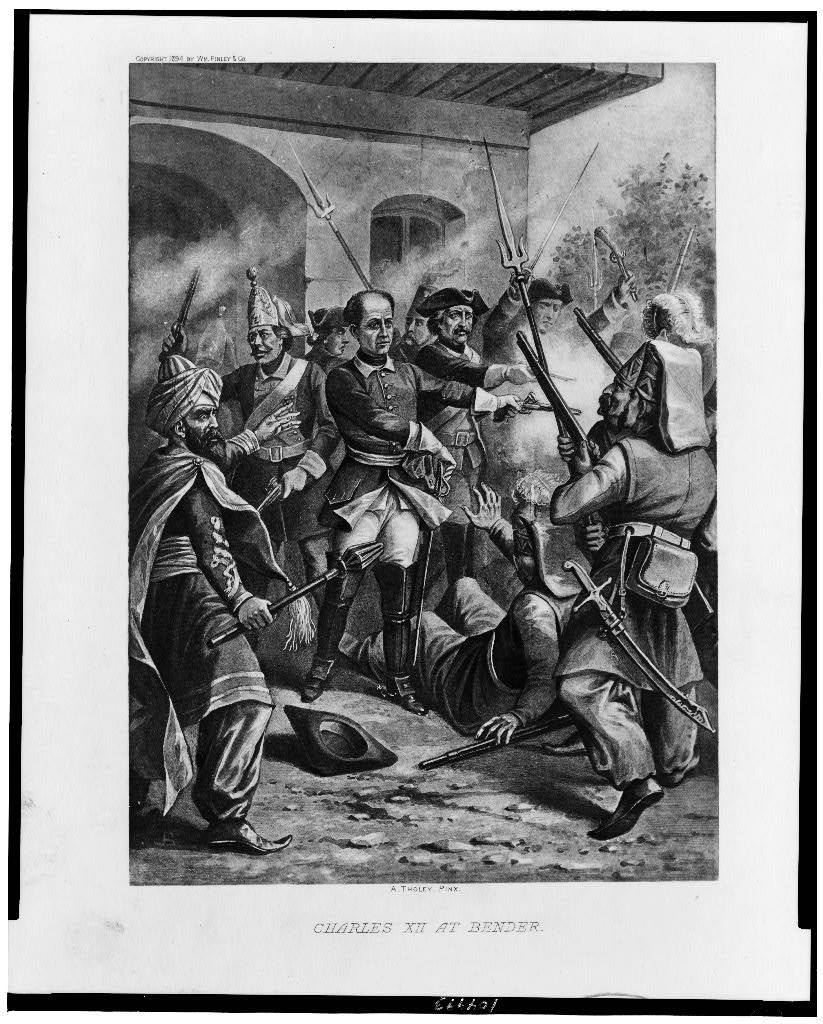
El tumult de Bender

Aïllat a l'Imperi Otomà, Carles XII s'havia convertit en un home necessitat d'una aliança militar. Es va establir a Bender (actual Tighina, a Moldàvia) com a hoste de Ahmet III, el rei escandinau va intentar atreure a la guerra al sultà, un vell enemic del tsar. Encara que no va rebre el comandament d'un exèrcit turc, si que va aconseguir, en canvi convèncer a Ahmet III de declarar la guerra a Rússia el 1711, prometent l'arribada de l'exèrcit suec destacat a Polònia.
La guerra russo-turca fou molt breu, i es va limitar a una campanya russa sobre Moldàvia comandada per Boris Sheremetiev i el mateix tsar Pere I, amb el suport de Dimitrie Cantemir, príncep de Moldàvia. A la batalla del Pruth, el 10 de juliol d'aquell any, Pere I fou derrotat per un exèrcit turc, d'uns 200.000 homes, sota el comandament del gran visir Baltacı Mehmed Paixà.
Ahmet III va considerar un atac sobre Moscou, però va haver de renunciar a aquest pla, degut a l'esclat d'un conflicte intern a l'imperi. En el mateix mes de juliol, l'influent gran visir Baltaci Mehmed, que desconfiava de la ingerència sueca a l'Imperi, firmà la pau amb Rússia. D'acord amb les condicions acordades, Rússia cedí Azov als otomans, enderrocà la fortalesa de Taganrog i es va comprometre a no interferir en els assumptes polonesos, un altre país enemic tradicional dels otomans.
Carles XII continuà instigant, en va, al sultà perquè continués la guerra. L'ajuda de Polònia mai va arribar, ja que el seu aliat Estanislau I fou deposat, i August II va ocupar novament el poder, obligant a les forces sueques, destacades al país a retirar-se. Ahmet III, a més a més, centrà la seva atenció en els interessos de la Venècia a Grècia.
El 1712, la presència de Carles XII va començar a esdevenir incòmoda per a l'Imperi Otomà, que desitjava una pau duradora amb polònia i Rússia. El rei August II va intrigar a Constantinoble per accelerar l'expulsió del monarca suec, per així poder-lo capturar. L'1 de febrer de 1713, un exèrcit turc va arribar a Bender amb la intenció d'expulsar els suecs. Aquests varen oferir resistència en una topada coneguda com el Tumult de Bender, que va comportar la captura de Carles XII. El monarca va restar presoner a Didimotiko fins a l'estiu de 1714. El seu captiveri, fou aprofitat pel gran visir Silahdar Damat Ali Paixà, com un instrument de pressió per establir sòlids acords diplomàtics amb Polònia i Rússia, i el seu alliberament fou retardat. Amb la firma del Tractat de Rastatt, el 1714, entre França i el Sacre Imperi Romanogermànic. La Sublim Porta va advertir la potencial amenaça que representava aquest darrer, pel que s'optà per allunyar-se del conflicte suec i va alliberar Carles XII.
A l'octubre, el rei de Suècia, va cavalcar de retorn a les seves possessions, viatjant d'incògnit per evitar ser apressat, fins a arribar al port de Stralsund l'11 de novembre. La resta del seu exèrcit, incloent alguns cosacs, se li uní després.

## Guerra a Alemanya (1711-1716)

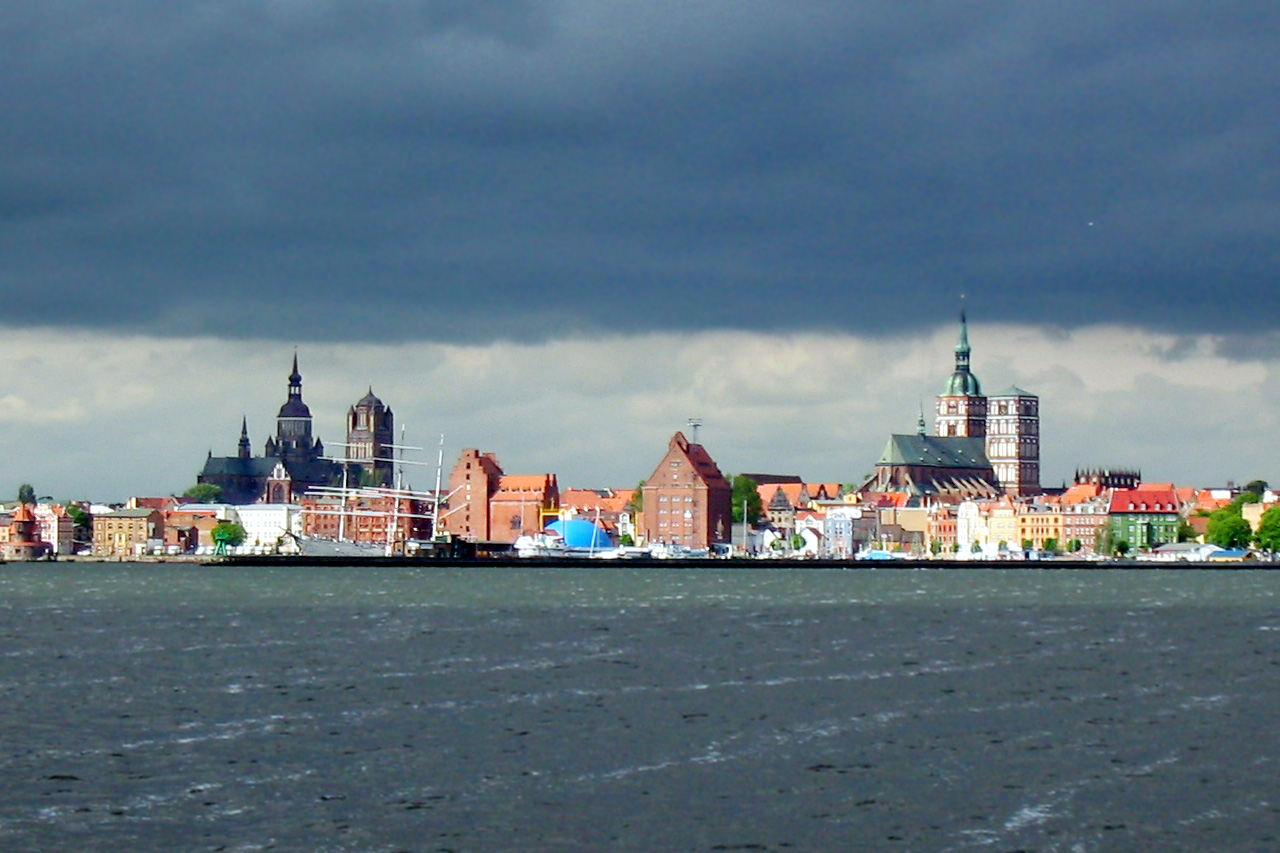
Vista de Stralsund. Aquesta ciutat portuària era la principal plaça forta sueca a Pomerània.

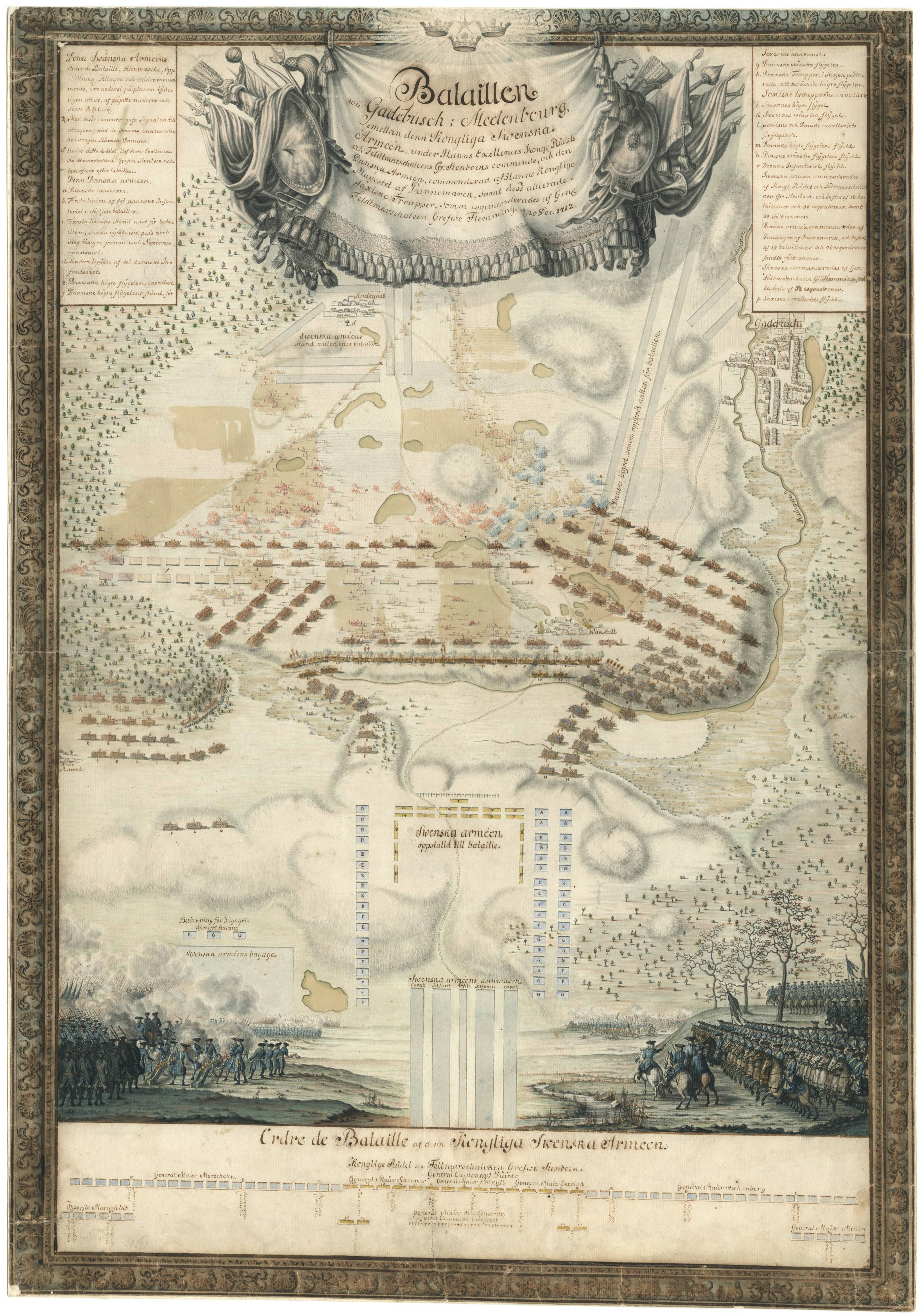
Gravat de la batalla de Gadebusch.

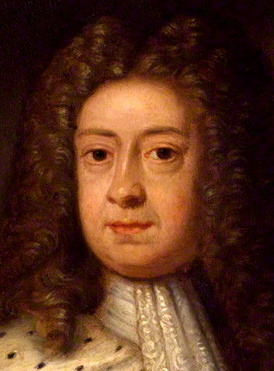
Jordi I de Gran Bretaña, elector de Hannover.

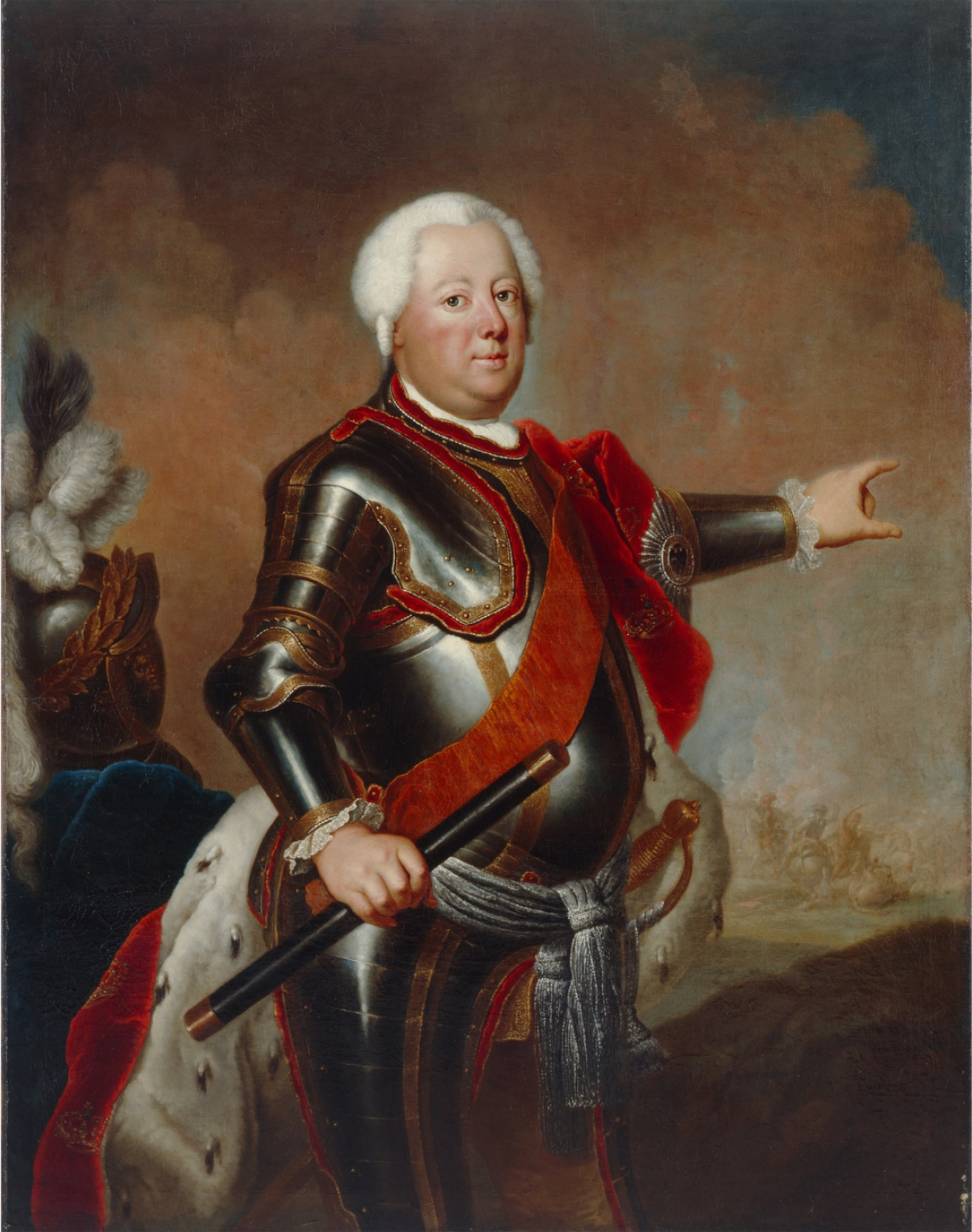
Frederic Guillem I de Prússia.

El 1711 va començar una nova fase en la Gran Guerra del Nord, que va desplaçar el teatre d'operacions al Sacre Imperi Romanogermànic. Dinamarca va fixar el seu interès en l'eventual guany de territoris a costa de Suècia. Rússia i Polònia van plantejar la campanya alemanya com un mode de forçar la pau amb Suècia, i refermar la seva influència als estats alemanys. Altres estats propers al teatre d'operacions, eren el ducat de Mecklenburg (a l'interior del qual es trobava la ciutat sueca de Wismar), així com Hannover i Prússia, aquests dos últims amb una creixent influència regional, en l'àmbit econòmic i polític, així com interessos expansionistes, però que eren neutrals.
Aquell mateix any, els territoris suecs a Alemanya, dèbilment defensats, foren atacats per tropes daneses, saxones i russes. La campanya dels aliats, això no obstant, no fou tant ràpida com aquests haurien desitjat, entre altres motius, per la manca d'artilleria.
Amb el seu monarca a l'Imperi Otomà, Suècia va recórrer a l'experiència militar de Magnus Stenbock, el vencedor de Helsingborg, per a reforçar el front alemany. El 1712 Stenbock reuní un exèrcit a Suècia, amb el qual pretenia unir-se a Carles XII i, un hipotètic exèrcit aliat turc, en un atac sobre Rússia. L'agost de 1712 Stenbock va partir de Karlskrona, amb la meitat de les seves tropes, escortat per la flota de Hans Wachtmeister. Wachtmeister tenia la missió de bloquejar l'armada danesa, però aquesta va aconseguir evadir-lo, i incendiar tres quartes parts dels vaixells de transport suecs. L'alarma entre els suecs va provocar un desembarcament precipitat, i l'exèrcit es trobà dividit en diferents punts de la costa alemanya.
Amb importants pèrdues humanes i materials, Stenbock desembarcà a Stralsund. Rodejat en aquest port, va decidir prendre l'ofensiva, obrint-se pas en territori enemic i avançar cap a orient fins a Wismar, on esperava poder reunir-se amb la resta del seu exèrcit. Mentre avançava, varen sortir al seu encotre tres exèrcits enemics. Va prendre la decisió d'atacar els danesos, amb els que inevitablement havien de trobar-se en la seva marxa cap a orient. El xoc va tenir lloc el 9 de desembre a la batalla de Gadebusch. Els danesos, reforçats per la cavalleria saxona, eren superiors en nombre, però foren derrotats pels suecs. La batalla fou la darrera gran victòria de Suècia a la guerra i li va valdre a Stenbock el grau de mariscal de camp.
Amb tot, la victòria no va tenir major importància en la guerra, motiu pel qual la posició sueca a Alemanya seguia sent greu. Amenaçat per l'arribada de l'hivern, Stenbock va decidir dirigir-se a Holstein-Gottotp, on hivernà a la fortalesa de Tönnning.
Al principat de Bremen, la ciutat de Stade, fou ocupada per Frederic IV de Dinamarca l'agost de 1712. La ciutat fou incendiada i amb ella tot el principat va passar a mans daneses. Frederic IV pretenia atreure a Hannover al seu costat, amb la promesa de cedir-li el principat de Bremen. Immediatament Hannover, que es mantenia neutral, ocupà pacíficament el principat.
A Tönning, l'exèrcit suec va veure's delmat per la gana, les malalties i el setge danès. Stenbock es va rendir l'agost de 1712 i, juntament amb els seus gairebé 11.000 soldats, fou fet presoner. Sense el suport suec i sense duc des de 1702, Holstein-Gottorp va quedar totalment indefens davant Dinamarca i va capitular el febrer de 1714.
El 1713 Stettin, a la Pomerània Sueca, fou cedida a la neutral Prússia, davant de la seva imminent conquesta per part dels russos. A final d'any només quedaven Stralsund i Wismar, com a dominis suecs a Alemanya. Stralsund fou bloquejada per russos, danesos i saxons a la tardor d'aquell any, però la ciutat estava ben defensada i va poder resistir el setge.
El final de la Guerra de Successió Espanyola, el 1713, va complicar encara més el panorama per Suècia. Les potències marítimes, Gran Bretanya i els Països Baixos, tornaren a mostrar interès per la Gran Guerra del Nord. Ambdues nacions varen refredar les seves relacions amb Suècia, davant del bloqueig que imposà als seus antics ports al bàltic, ocupats en aquell moment per Rússia, i que afectaven al seu comerç.
Per altra banda, Prússia va utilitzar el seu exèrcit contra França en la Guerra de Successió Espanyola, però després de la firma de Tractat d'Utrecht va decidir emprendre una guerra contra Suècia, el juny de 1715, per tal d'apoderar-se de territoris de la Pomerània Sueca, i es va sumar, a danesos i saxons, en els atacs a les possessions sueques. El 1714, el príncep elector Jordi de Hannover va accedir al tron britànic, un esdeveniment que perjudicà a Suècia. Mentre Hannover declarà la guerra a Suècia l'octubre de 1715, Gran Bretanya es va mantenir neutral, però seguí una política cada cop més hostil.
Quan Carles XII arribà a Stralsund, l'11 de novembre de 1714, després de quasi sis anys a l'Imperi Otomà, la situació era crítica. El rei va organitzar la defensa de la Pomerània Sueca, i va emprendre una campanya contra Saxònia, però resultà derrotat en la batalla de Stresow, el novembre de 1715, davant d'un exèrcit combinat de danesos, saxons i prussians. A aquest fet cal sumar-li la captura, per part de Dinamarca, de l'illa de Rügen, fet que dificultà el proveïment del port de Stralsund. Dinamarca va ocupar la part de Pomerània al nord del riu Peene, mentre que Prússia feu el mateix al sud del riu. Carles XII s'havia proposat defensar Stralsund a qualsevol preu, ja que la ciutat era la porta d'entrada sueca a Alemanya i un cap de pont per una futura intervenció a Polònia. La ciutat va capitular l'1 de desembre de 1715, mentre Carles XII navegava cap a Trelleborg, de tornada a Suècia.
Des de les darreres setmanes de 1715, Dinamarca i Prússia van assetjar Wismar, la darrera plaça sueca a Alemanya, que es va rendir l'abril de 1716.

## Guerra a Finlàndia (1713-1716)

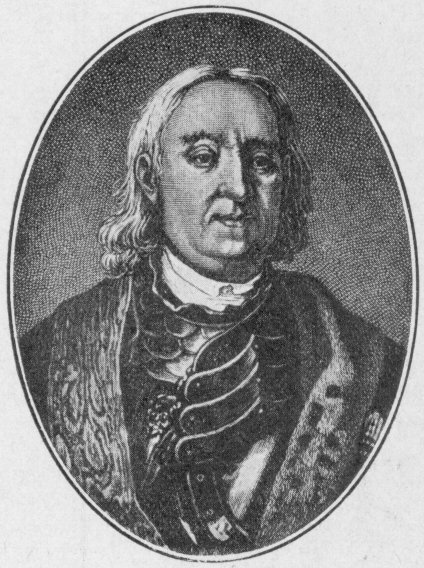
Fiódor Apraksin, almirall de la flota russa del Mar Bàltic.

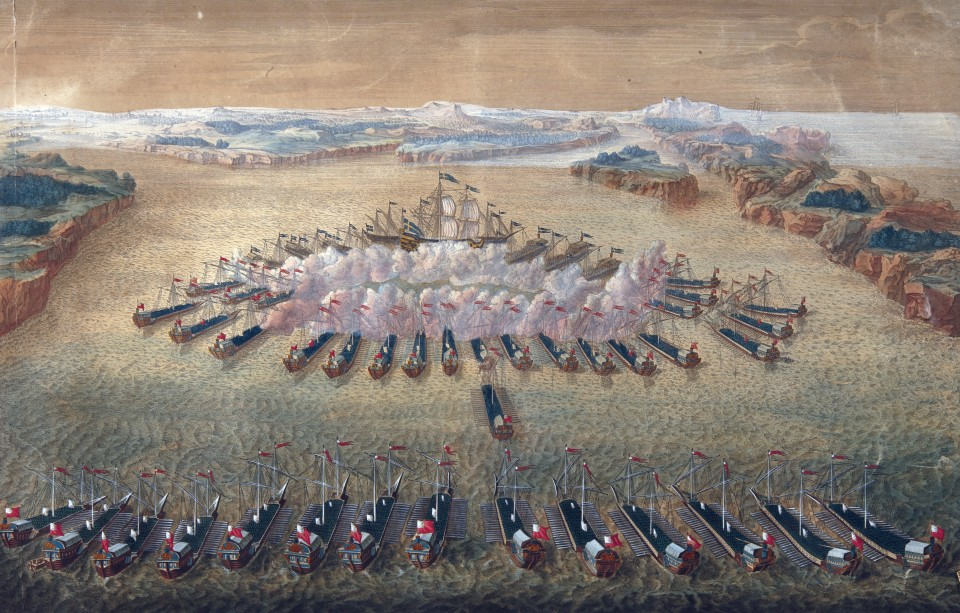
La batalla naval de Rilax, el 1714. Pintura de Maurice Baquoi.

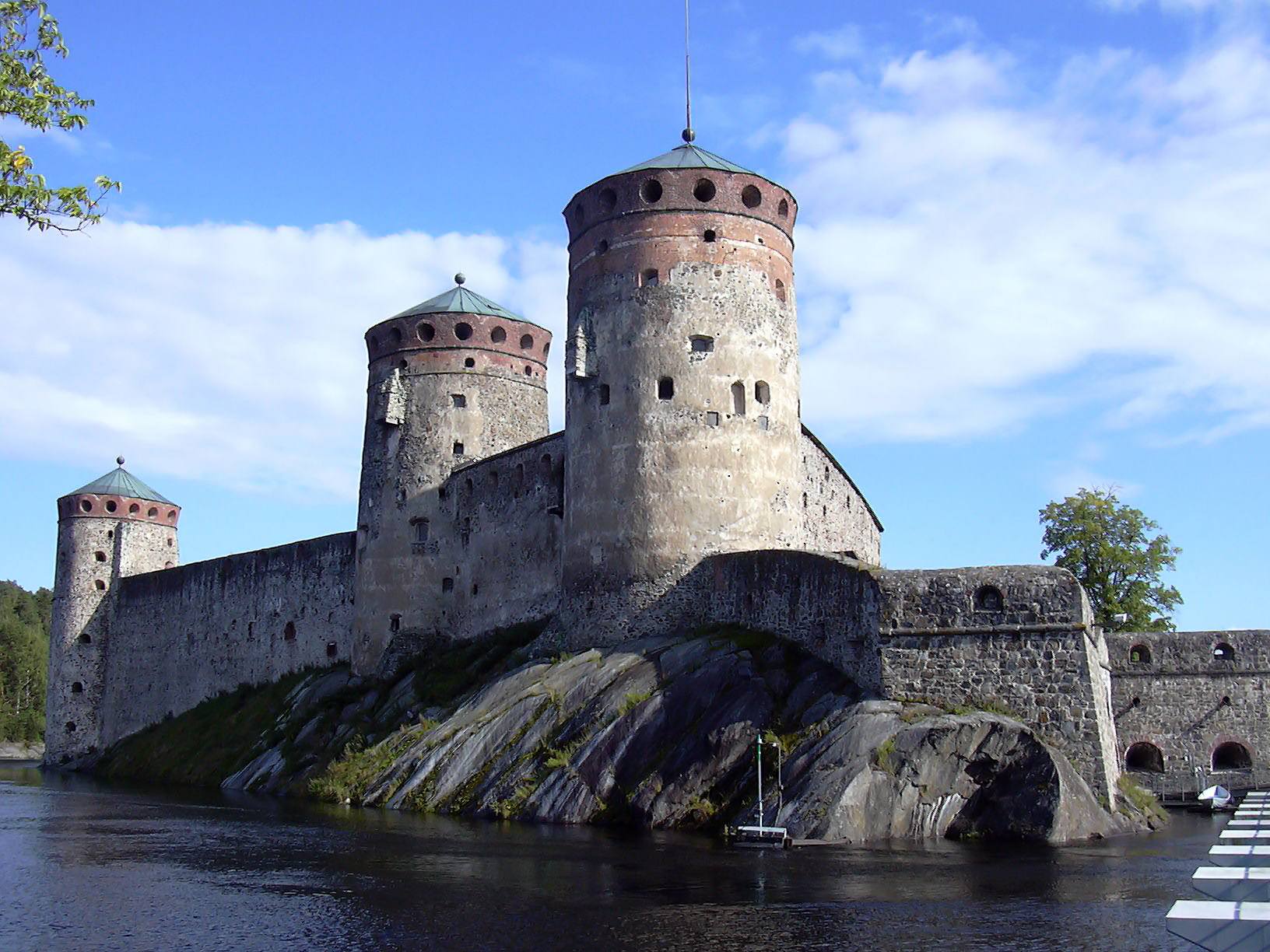
Castell suec d'Olofsborg, a Savonlinna.

Des de la primavera de 1713, quan l'amenaça otomana havia quedat superada, i s'havia consolidat una poderosa flota russa al Bàltic, Pere I va iniciar els preparatius per una campanya a Finlàndia, per terra i per mar. Atacant aquesta regió, llavors part integral de Suècia, el tsar pretenia forçar a Suècia a acceptar una pau que fos favorable a Rússia, pressió que es veié incrementada per les operacions bèliques a Alemanya.
A l'abril, Fiódor Apraksin pretenia desembarcar 10.000 soldats russos a Hèlsinki, la principal ciutat de Finlàndia. Coneixedor d'això, el comandant de la ciutat, Carl Gustav Armfeldt, va optar per cremar la plaça i marxar cap a Borgå, però allà va tenir dificultats per contactar amb la resta de l'exèrcit. Aquesta situació fou aprofitada per Apraksin per ocupar, ràpidament i sense oposició, tota la costa sud de Finlàndia, una operació que conclogué a l'agost. El comandant en cap de l'exèrcit de Finlàndia, Georg Lybecker, assetjat per l'enemic es va refugiar a Tavastehus.
Armfeldt fou derrotat el 6 d'octubre a Pälkäne i va haver de retirar-se cap al nord amb 5.000 homes, entre els quals es comptaven camperols finlandesos mal entrenats. Armfeldt pensava que el dur clima del nord dissuadiria als russos d'avançar, però contra tot pronòstic, Mikhaïl Golitsin atacà als suecs a la batalla de Storkyro el 19 de febrer de 1714. Encara que obtingué èxits inicials, Armfeldt fou derrotat i es replegà cap a l'oest. D'aquesta manera la província d'Österland (la major part de l'actual Finlàndia) quedà a mercè de l'invasor.
La guerra per mar es va tornar més cruenta. Les illes Åland foren ocupades per la flota russa, el 12 d'agost de 1714, després que la població oferís una ferotge resistència. El 27 de juliol, una petita flota sueca, de tan sols 8 galeres i 8 bucs menors, es va enfrontar a una flota russa nou vegades superior, en nombre, a la batalla de Rilax. Totes les naus sueques foren abordades i les seves tripulacions, pràcticament, aniquilada, no obstant les pèrdues russes ascendiren a 5.000 homes i s'endarreriren els seus atacs a la costa occidental de Suècia.
Després de la retirada d'Armfelft, es van succeir una sèrie de conquestes russes. El març de 1716 va caure Kajaneborg, i el 29 de juliol la fortalesa d'Olofsborg, a Nyslott (l'actual Savonlinna), la darrera fortificació sueca a la regió, posant punt final a la campanya de Finlàndia. La devastació que comporta l'ocupació russa, són recordats per la història finlandesa com “la gran rabia”.
Quan el 8 d'abril va capitular Wismar, a Alemanya, els territoris de Carles XII es reduïren a la mateixa Suècia.

## Primers intents de pau

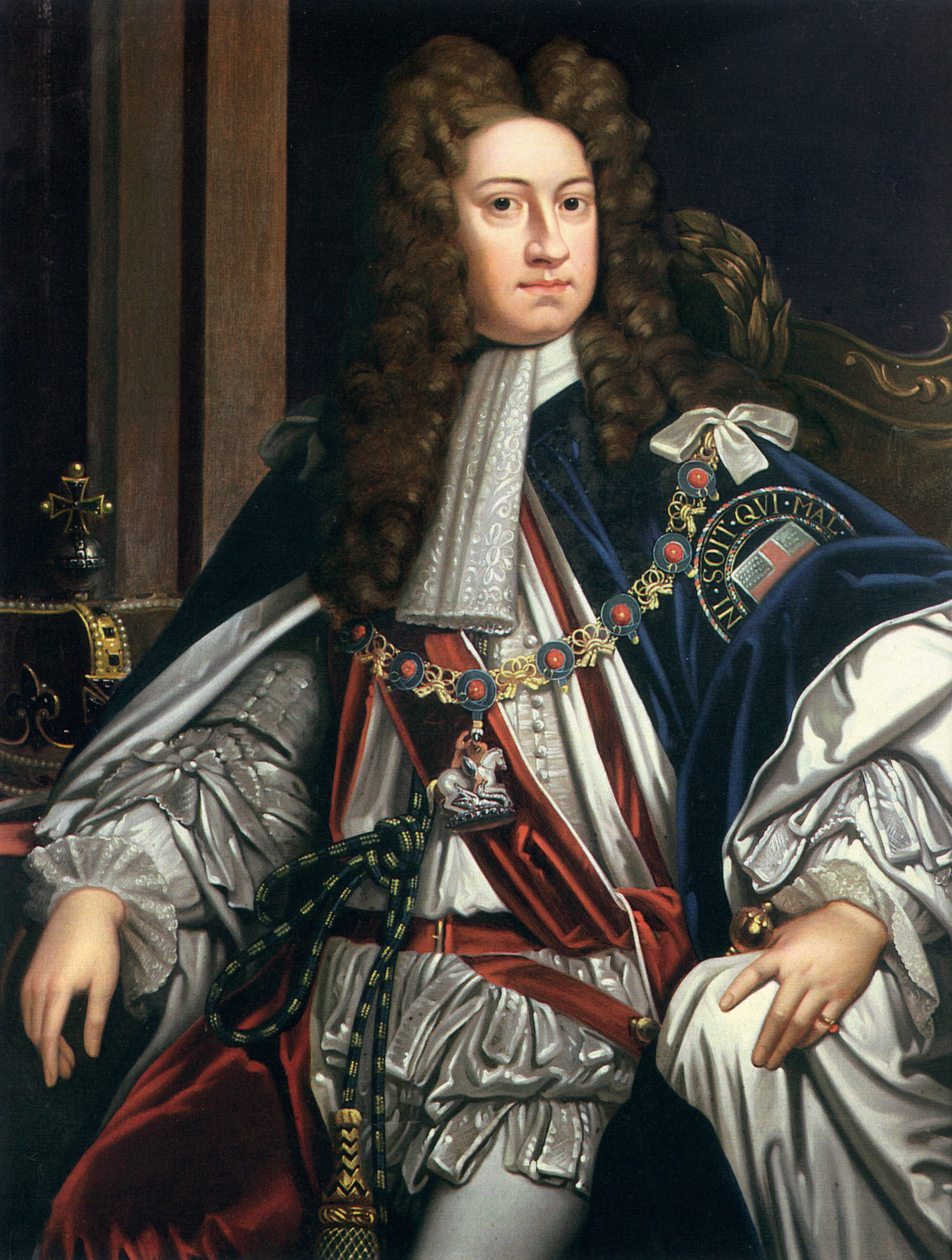
Jordi I de Gran Bretanya va mantenir una postura ambivalent. Com a elector de Hannover, formà part de l'aliança anti-sueca, i com rei de Gran Bretanya, es mantingué neutral. Finalment, s'alià amb Suècia, evitant així el desastre total per aquest país.

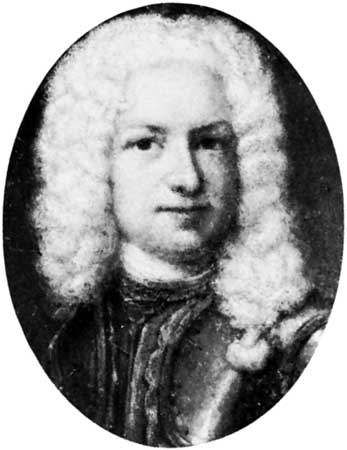
Georg Heinrich von Görtz, ministre plenipotenciari de Carles XII, demostrà ser un hàbil diplomàtic que entaulà contacte amb diverses nacions europees per buscar noves aliances.

De retorn a Suècia, el 1715, Carles XII planteja la seva següent estratègia. Les seves possessions es reduïen a Suècia, i aquesta es trobava amenaçada. Des de 1715, Frederic IV de Dinamarca, projectava una nova invasió d'Escània, per la qual sol·licità l'ajut de l'exèrcit rus i de la flota britànica. Això no obstant, l'ajuda russa no es va concretar davant les suspicàcies del tsar Pere I envers els seus aliats. Aquest fet fou el primer signe de ruptura del llaços entre els enemics de Suècia.
Jordi I de Gran Bretanya, també fou elector de Hannover, es va mostrar disconforme amb la permanència de tropes russes en territori alemany, i Pere I de Rússia, per enfortir la seva influència a la zona i frenar Hannover, va establir una estreta aliança amb Prússia, mitjançant el Tractat de Havelberg el 1716.
Els ministres suecs havien alertat al rei de la precària situació econòmica del país i de la necessitat de pactar la pau. Georg Heinrich von Görtz, primer ministre del rei, des de 1716, s'encarregà d'entaular converses diplomàtiques amb diferents potències europees, incloses les seves enemigues. A la Gran Bretanya, Suècia s'acostà als jacobites seguidors de la Dinastia Estuard, i establí contactes amb Espanya, a través de Giulio Alberoni. Görtz també inicià converses de pau amb el tsar, en les quals fins i tot es va tractar una possible aliança entre Rússia i Suècia, un fet fins aleshores impensable. A les illes Åland es varen reunir les delegacions d'ambdós països, el maig de 1718, no obstant les dures condicions de pau ofertes pel tsar, acabaren per frustrar les negociacions. En secret, Görtz entaulà vincles diplomàtics amb Jordi I de la Gran Bretanya, veient aquesta via com la més factible per establir una aliança que alterés l'equilibri de poders.

## Guerra a Noruega (1716-1719)

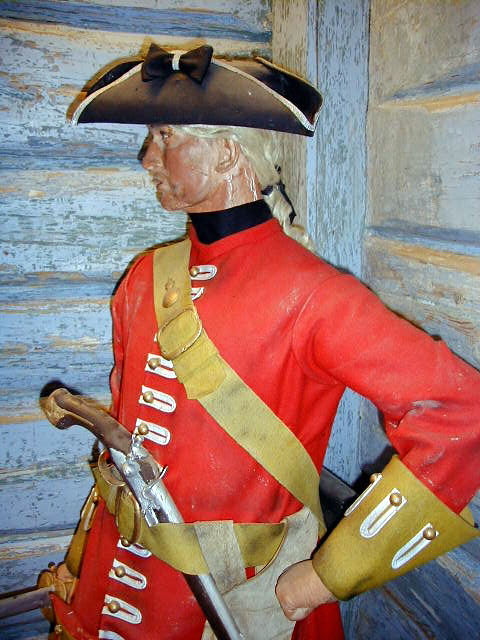
Dragó noruec.

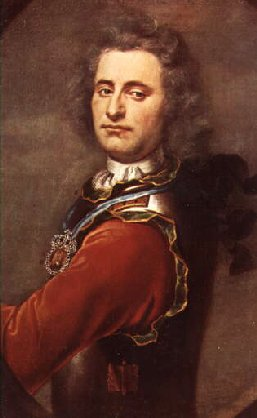
Peter Tordenskjold, almirall noruec al servei de Frederic IV de Dinamarca.

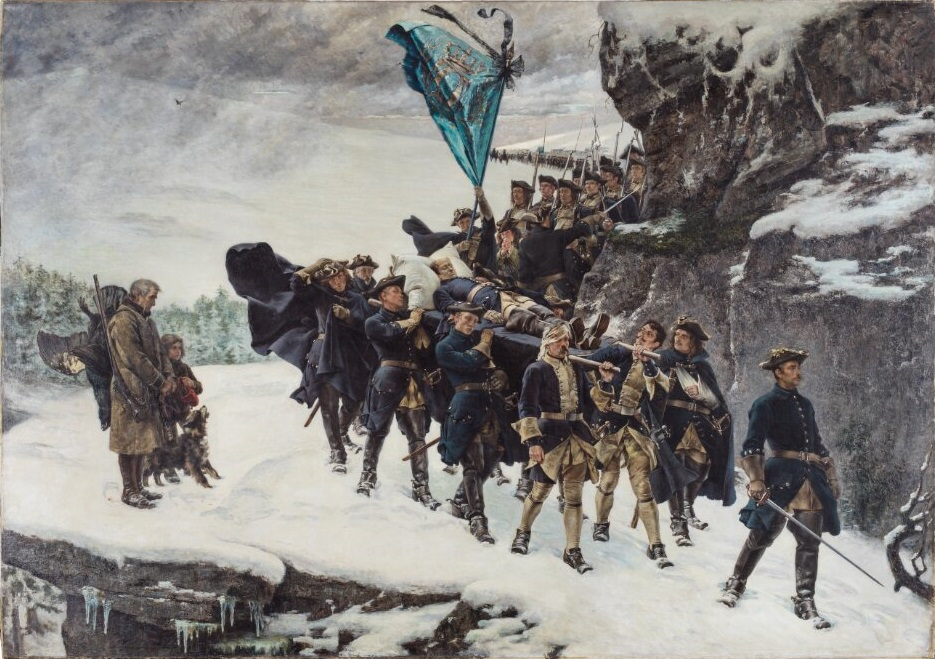
El cadàver de Carles XII és transportat a Suècia després de la fracassada invasió a Noruega. Pintura de Gustaf Cederström de 1884.

Per assegurar el front sud i prevenir una hipotètica invasió danesa, Carles XII decidí atacar directament Copenhagen, a principis de 1716, aprofitant la glaciació hivernal de l'Oresund, com ja havia fet el seu avi Carles X Gustau de Suècia, però el seu pla fracassà, a causa del fet que una tempesta va fragmentar el gel el 9 de gener.
Com a segona opció, Carles XII decidí envair Noruega, el territori més dèbilment defensat per Frederic IV. Els suecs pretenien compensar les pèrdues territorials al Bàltic amb alguns guanys a Noruega; això no obstant, la campanya fou un fracàs.
La primera campanya es va iniciar el febrer de 1716, l'exèrcit suec avançà, dificultosament, cap a Cristiania, la capital, només fustigats pel mal temps. A l'arribar a la ciutat, la manca d'artilleria impedí la conquesta del Castell d'Akershus. A l'abril, les tropes sueques iniciaren la retirada.
El 1717 es va planificar una nova incursió sueca, però els noruecs, encapçalats per l'almirall Peter Tordenskjold, s'anticiparen i organitzaren un atac sorpresa contra el Gotemburg el 2 de maig, i al juny contra Strömstad, ambdós atacs, però foren rebutjats pels suecs. Tot i això, el 8 de juliol Tordenskjold vencé, en una de les majors victòries navals de la història noruega, en la batalla de Dynekilen, prop de Strömstad, on destruí la major part de la flota d'invasió sueca que havia de desembarcar a Fredrikshald (actual Halden).
L'agost de 1718 va començar la segona campanya de Carles XII contra Noruega. Fent un esforç suprem, els suecs aconseguiren reunir aproximadament 40.000 homes, si bé una part considerable eren massa joves o no tenien la formació militar adequada. L'exèrcit es va dividir en dos. Carl Gustav Armfeldt, amb cinc mil soldats, avançà a final d'agost cap al centre de Noruega, per capturar Trondheim. Amb el gruix de l'exèrcit, Carles XII emprengué, a l'octubre, la marxa envers Cristiania, amb la intenció d'atenallar les forces noruegues entre dos fronts.
Les tropes noruegues retrocediren sense presentar combat. El 24 de novembre, el rei assetjà la fortalesa de Fredriksten, a Fredrikshald. El vespre del 30 de novembre, mentre inspeccionava el setge, Carles XII fou tocat per una bala a la templa esquerra, morint a l'acte. La mort del monarca fa provocar que els oficials suecs aixequessin el setge i es retiressin. La retirada fou desastrosa, ja que es perderen les provisions, i el fons de la campanya foren repartits entre els diferents oficials, pel príncep Frederic de Hesse-Kassel
L'exèrcit d'Armfeldt, al nord, va tenir encara menys fortuna. El temps glacial i el terreny escarpat retardaren l'avenç de les tropes, que Carles XII havia ordenat de culminar a qualsevol preu. La defensa de Trondheim fou reforçada, abans que Armfeldt arribés a la zona amb destacables pèrdues. Armfeldt no s'assabentà de la mort del rei fins a principis de 1719. En ple hivern, l'exèrcit va retornar a Suècia, perdent a causa del mal temps la meitat dels seus efectius, en una retirada que es coneix com la marxa de la Mort Carolina.

## Últims anys de guerra (1719-1721)

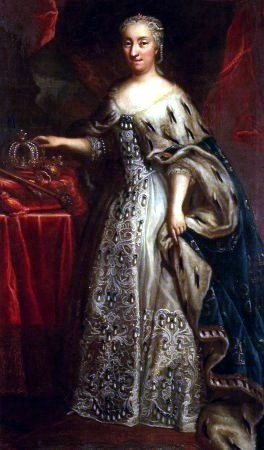
Ulrica Leonor de Suècia, reina de 1719 a 1720.

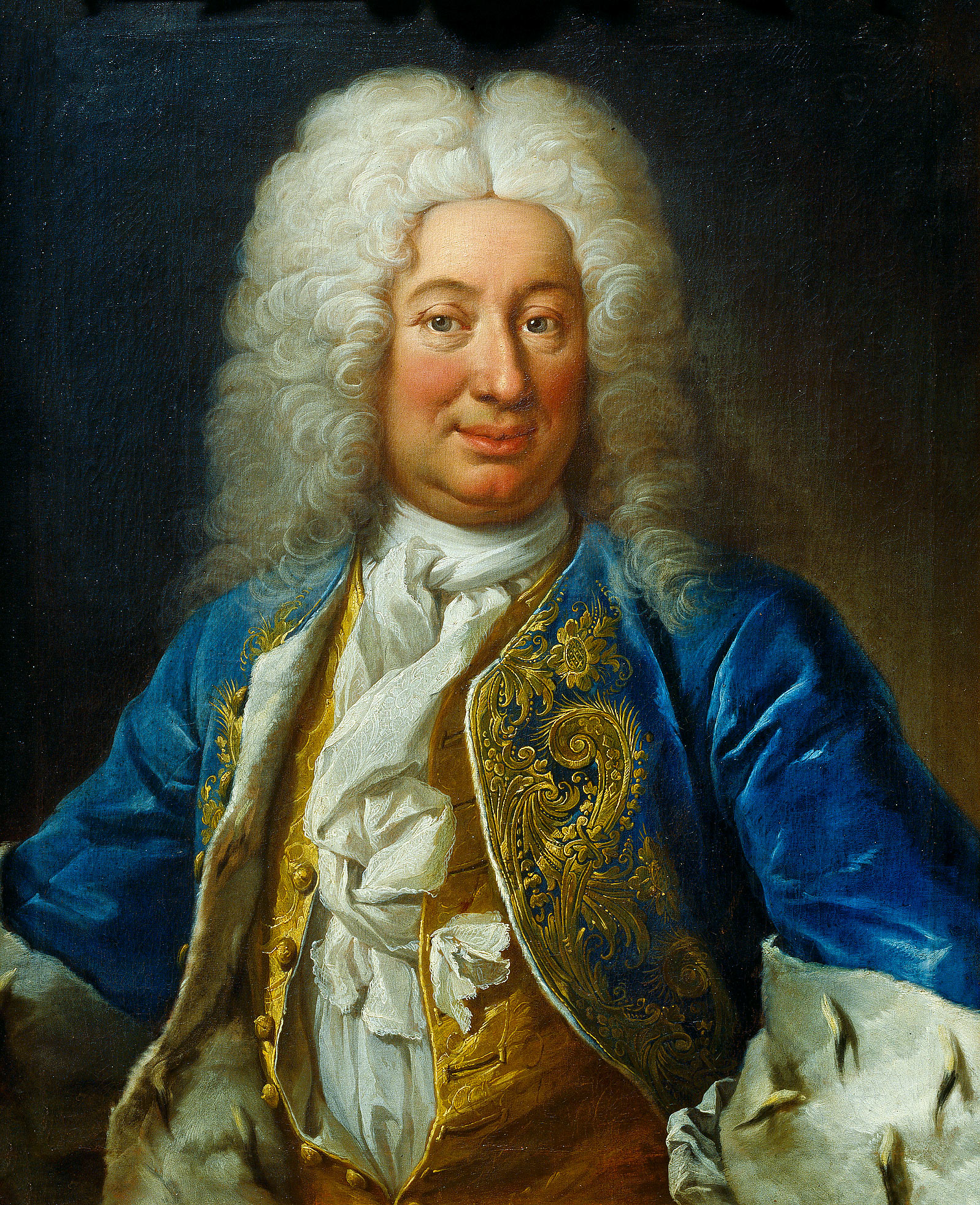
Frederic I de Suècia, rei des de 1720.

El 23 de febrer de 1719 fou coronada reina de Suècia Ulrica Leonor, germana del difunt Carles XII. La reina va haver d'afrontar serioses dificultats econòmiques per continuar la guerra, i el Consell d'Estat, en realitat el veritable governant, es va dedicar a buscar enèrgicament una sortida diplomàtica.
Jordi I va aconseguir pactar una aliança amb Prússia el 1719, i poc després una altra amb Suècia. Amb l'aliança anglo-sueca com aval, el govern suec anà firmant la pau amb tots els seus enemics, excepte amb Rússia, i creant diverses aliances, que en el moment de negociar la pau amb Rússia es trobessin en una posició més favorable.
Pere I també buscava la pau, per tal de poder concentrar-se en la seva tasca reformadora. Per a forçar el govern suec a demanar la pau, el tsar va emprendre una sèrie d'atacs contra la costa oriental sueca, arrasant diverses ciutat, i arribant a amenaçar Estocolm. Finalment els suecs rebutjaren els russos, que abandonaren la costa sueca el 20 d'agost.
Al mateix temps, Frederic IV inicià una gran ofensiva contra les províncies del sud de Suècia. El 15 d'agost, atacant des de Noruega, Tordenskiold va capturar la fortalesa de Marstrand, a Bohuslän. Frederic IV disposà de 34.000 homes a Noruega, però la gran ofensiva fou anul·lada degut a la intervenció britànica, i la posterior treva de vuit mesos entre Suècia i Dinamarca-Noruega.

### Els dos Tractats d'Estocolm
El 9 d'octubre de 1719, Suècia firmà la pau amb Hannover, a Estocolm, a canvi de cedir al principat els ducats de Bremen i Verden
El 21 de gener de 1720, novament a Estocolm, es va firmar un tractat de pau entre Suècia i Prússia, que rebé la Pomerània Sueca al sud del riu Peene i l'orient de l'Oder, incloent les illes d'Usedom i Wollin.

### El Tractat de Frederiksborg
Les operacions militars daneses ja no es reprengueren. Frederic I de Suècia, rei des de febrer, inicià les negociacions de pau, en les quals la Gran Bretanya va tenir un paper clau. Frederic IV de Dinamarca, bastant reticent, va haver de conformar-se al signar el Tractat de Frederiksborg, el 3 de juny de 1720, a rebre 600.000 riksdaler, la pèrdua de les exempcions comercials a l'Oresund per part de Suècia, i el retorn del ducat de Holstein-Gottorp a l'òrbita danesa. Dinamarca retornà a Suècia els territoris ocupats a Pomerània i Wismar. Amb aquesta victòria pírrica, els danesos veieren frustrades per sempre les seves esperances de recuperar Escània, el territori original dels danesos

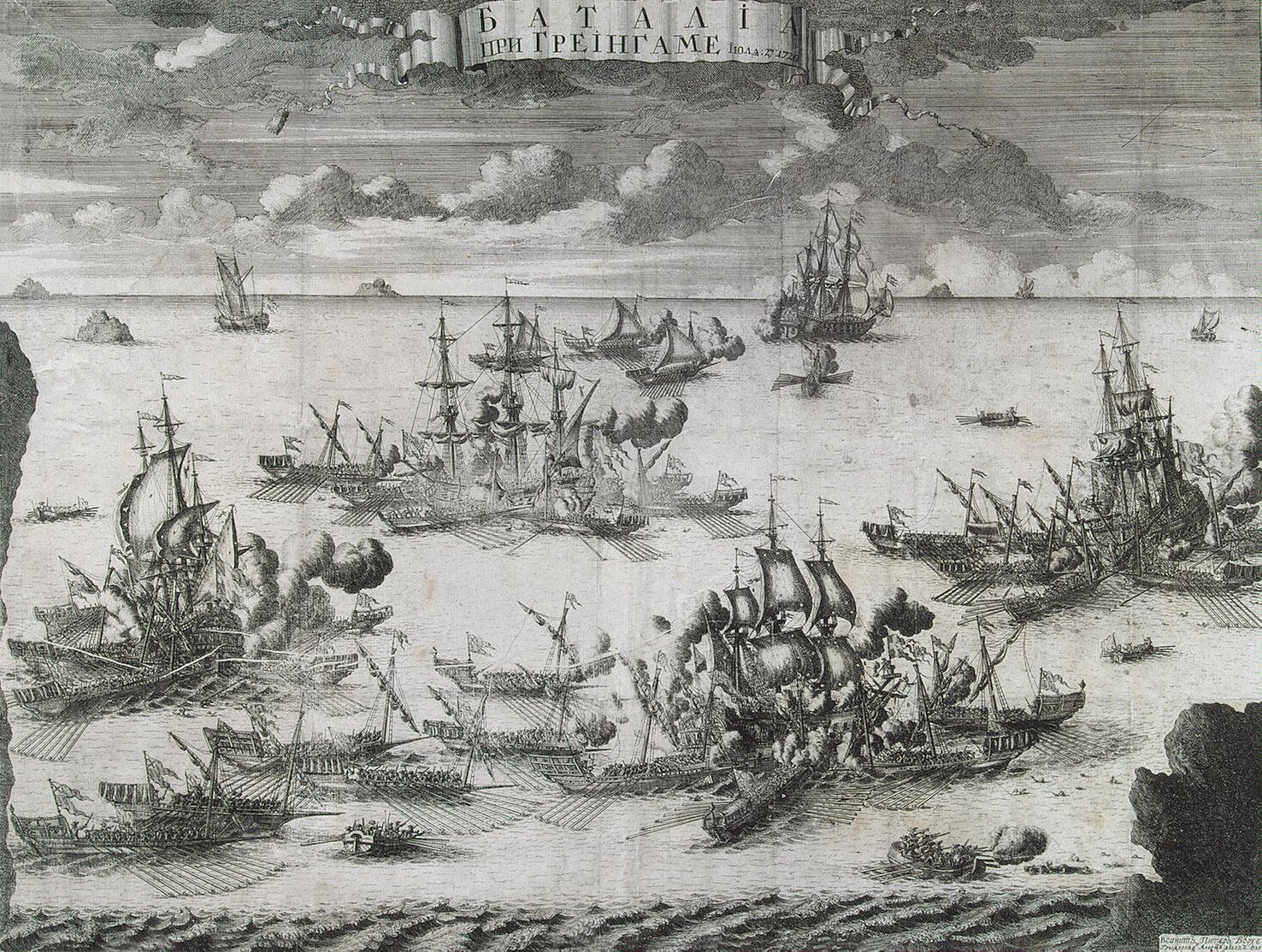
La batalla de Ledsund o de Grengam, el 1720, fou l'última gran batalla de la Gran Guerra del Nord. La victòria russa, marcà el final de la supremacia sueca al Mar Bàltic.

### Final de la guerra: el Tractat de Nystad
Per defensar-se dels atacs navals russos i evitar una invasió, Frederic I va rebre el suport de l'armada britànica des de 1720 fins a l'agost de 1721. El tsar Pere I va llençar alguns atacs contra la costa nord de Suècia. El darrer combat fou la batalla de Selånger, el 25 de maig de 1721, que culminà amb una victòria russa.
La Gran Guerra del Nord va arribar a la seva fi amb el Tractat de Nystad, el 30 d'agost de 1712. Suècia cedí a Rússia tota la província d'Ingria, Vyborg, el sud de Kexholm, si bé va conservar la quasi totalitat de Finlàndia. També va cedir Livònia i Estònia a Rússia, incloent-hi les illes d'Ösel (Saaremaa) i Dagö (Hiiumaa).
La pau entre Suècia i Polònia-Saxònia mai no es va signar, encara que les hostilitats s'havien suspès en finalitzar la guerra a Alemanya. Oficialment es considera el final del conflicte entre ambdós estats la Declaració de Saxònia (1728) i la Declaració de Polònia (1732), anys en els quals es firmà la renovació de relacions amistoses

## Conseqüències

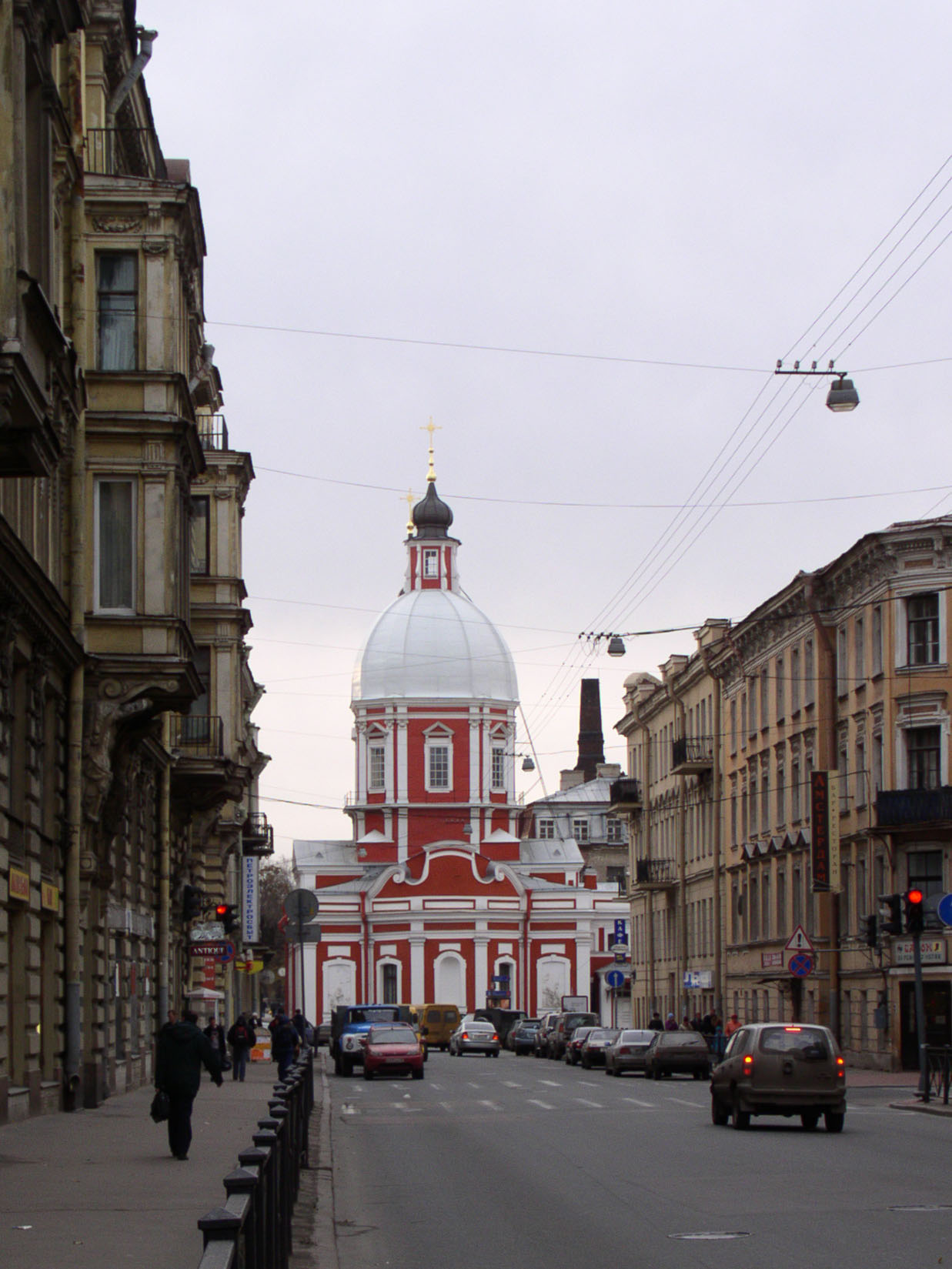
Església de Sant Pantaleó, a Sant Petersburg, commemoració de les victòries navals russes en els últims anys de la guerra.

Mapa simplificat d'Europa al final de la Gran Guerra del Nord el 1721.

La Gran Guerra del Nord va concloure en la derrota de Suècia, essent Rússia la principal beneficiaria. Rússia s'alçà com la primera potència del nord d'Europa, el dominador del Mar Bàltic, i obtingué un paper polític important a Europa. Pere I, anomenat “Emperador de totes les Rússies” des de 1721, va continuar la seva obra modernitzadora i expansionista.
Per Prússia, la davallada dels antany poderosos veïns Polònia i Suècia, coincidí amb el seu ascens en el pla internacional, la seva puixança entre els Estats alemanys i la transformació en una potència europea. Tant Prússia om Rússia, formaren part d'una nova pentarquia, que incloïa França Gran Bretanya i Àustria.

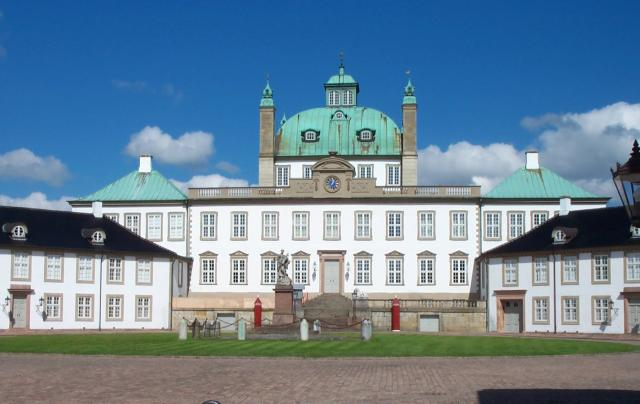
Palau de Fredensborg, obra barroca danesa que commemora la pau de 1720.

A Dinamarca, la victòria fou presa gairebé com una derrota degut als escassos guanys. Encara que va aconseguir la sobirania sobre tot Holstein, i va restablir el monopoli de l'Oresund, no pogueren recuperar les províncies del sud de la península escandinava. Davant de la nova supremacia russa al Bàltic, la rivalitat entre Dinamarca i Suècia va disminuir considerablement. Frederic IV buscà noves rutes comercials i consolidà l'Imperi colonial danès a l'Índic i l'Atlàntic. El ducat de Holstein-Gottorp, tot i la seva situació, continuaria representant una amenaça per Dinamarca, que assolí proporcions gegantesques quan Carles Pere Ulric de Holstein-Gottorp fou coronat tsar el 1762.
A Polònia, la guerra fou un triomf personal per a August II, però no va haver-hi victòria pel país, assolat per la destrucció de la invasió sueca, amb la seva economia enfonsada i en plena decadència política. Cada cop més dependent de Rússia, i en menor mesura d'Àustria, gairebé es convertí en un protectorat, assentant les bases per la posterior repartició del seu territori per part de les potències estrangeres. El rei va intentar enfortir la seva posició, sense gaire èxit, encara que aconseguí col·locar el seu fill com a successor al tron, l'oposició prengué força.
A Suècia, la guerra conclogué l'anomenada “era de grandesa”, i des de llavors el regne va desenvolupar un paper secundari dintre del context internacional. La monarquia absoluta es va debilitar significativament, i el país entrà en una etapa de parlamentarisme, conegut com l'“era de la llibertat”, en la qual la noblesa i la burgesia assoliren un paper predominant en la política i la ràpida revitalització de l'economia. El ressentiment envers Rússia es va materialitzar en les guerres de 1741-1742 (guerra dels barrets) i de 1788-1790, sense que Suècia pogués recuperar els territoris perduts. Les famoses victòries militars de Carles XII el convertiren en la principal figura militar de Suècia de tots els temps.